# Corsario

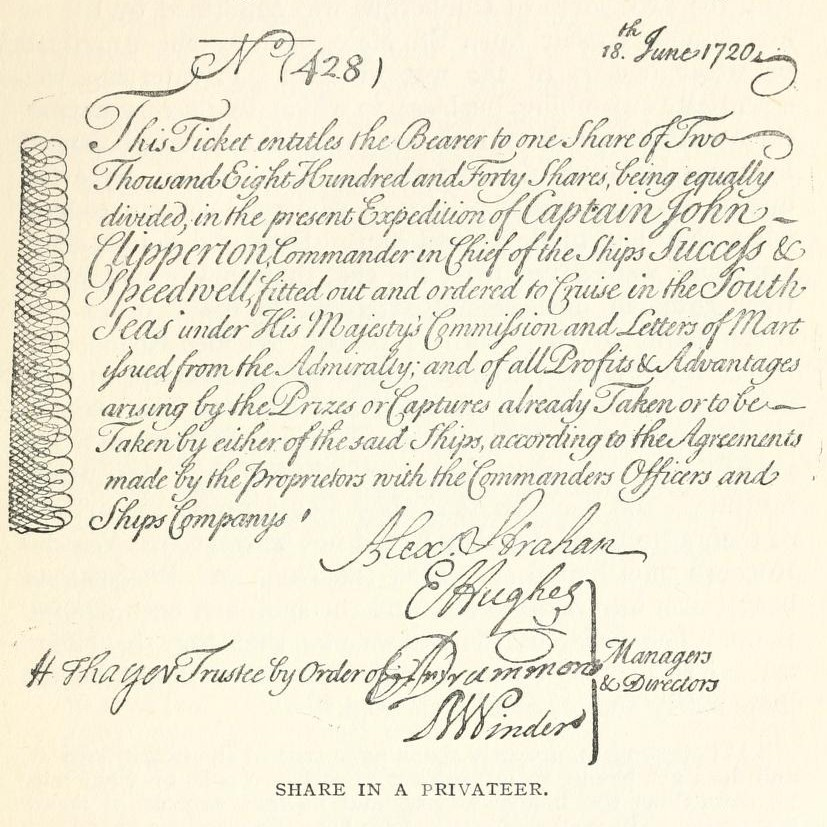
Patente de corso

Corsario (del latín cursus, «carrera») era el nombre que se atribuía al que practicaba la guerra de corso, y el término podía referirse tanto a los marinos como a los buques, ya sean de las armadas o de particulares, quienes adquirían la condición militar en virtud del permiso concedido por un gobierno en una carta de marca o patente de corso.

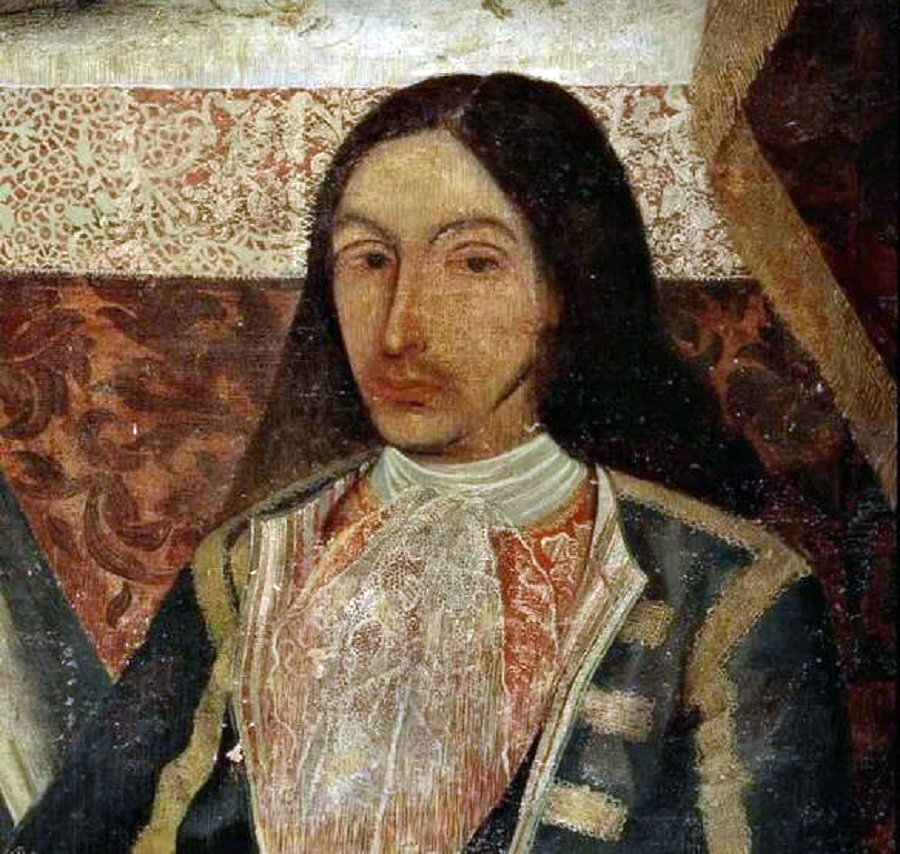
El español Amaro Pargo fue uno de los corsarios más célebres de la Edad de oro de la piratería.

El corso tiene similitud con la piratería, pero lo diferencia que el corso es legal para y por su gobierno. Algunos gobiernos consideraban piratas a los corsarios de otras naciones.

## Diferencias entre piratas y corsarios
La diferencia teórica entre un pirata y un corsario radica en la legalidad de sus actos. Ambos grupos se dedicaban a saquear barcos, pero los piratas lo hacían violando las leyes por beneficio propio, en paz o guerra, contra cualquier enemigo, mientras que los corsarios lo hacían solo en tiempos de guerra y bajo el permiso de un gobierno incorporado a su pabellón naval, que se lo otorgaba para acabar con el tráfico marítimo y así debilitar a la nación enemiga. También se dice que se han enfrentado mutuamente entre sí.
Sin embargo, a lo largo de la historia muchas veces el límite se vuelve difuso por la propia naturaleza de la cuestión, ya que los gobiernos en guerra daban autorizaciones, muchas veces indiscriminadamente, permitiendo que los particulares realizaran actos de piratería bajo un marco de aparente legalidad.
Entre los corsarios que actuaron bajo autorización de su país destacan:
- Francis Drake (Imperio británico)
- Pieter van der Does (Imperio neerlandés)
- Amaro Pargo (Imperio español)
- Jeireddín Barbarroja (Imperio otomano)
- Hippolyte Bouchard (Provincias Unidas del Río de la Plata)
- Miguel Enríquez (Imperio español)
- Robert Surcouf (Imperio francés)
- Lars Gathenhielm (Imperio sueco)
- Ingela Gathenhielm (Imperio sueco)

## Marco legal
Un corsario es una persona o barco privado que participa en una guerra marítima bajo una patente de corsario o de guerra. Dado que el robo bajo las armas era un aspecto común del comercio marítimo, hasta principios del siglo XIX todos los barcos mercantes viajaban armados. Una autoridad soberana emite o delega comisiones, también conocidas como carta de marca, durante tiempos de guerra. La comisión facultaba al titular para llevar a cabo todas las formas de hostilidad permitidas en el mar por los usos de la guerra. Esto incluía atacar embarcaciones extranjeras y tomarlas como botín, y tomar tripulaciones premiadas como prisioneras para intercambiarlas. Los barcos capturados estaban sujetos a expropiación y venta bajo la ley de presas, con el producto dividido por porcentaje entre los patrocinadores del corsario, los armadores, los capitanes y la tripulación. Por lo general, un porcentaje de participación iba al emisor de la comisión (es decir, el soberano).
La patente era la prueba de que el corsario no era un pirata. Por lo general, se limitaba la actividad a un barco en particular y oficiales específicos, durante un período de tiempo específico. Los propietarios o el capitán estarían obligados a pagar una fianza de cumplimiento. La comisión también dictó la nacionalidad esperada de los posibles barcos de presa según los términos de la guerra. En el mar, el capitán del corsario estaba obligado a presentar a la comisión al capitán de un barco tomado como posible premio como prueba de la legitimidad de su reclamo. Si la nacionalidad de una presa no era enemiga del soberano que la enviaba, el corsario no podía reclamar la nave como presa. Hacerlo sería un acto de piratería.
En la ley británica, bajo la Ley de Delitos en el Mar de 1536 de Inglaterra, la piratería se consideraba como un acto de traición, al igual que asaltar un barco sin una patente válida. A fines del siglo XVII, el enjuiciamiento de los corsarios leales por parte del usurpado rey Jacobo II de Inglaterra por piratería, comenzó a cambiar el marco legal de la piratería de la traición a la delincuencia contra la propiedad. Como resultado, las patentes de corso se convirtieron en una cuestión de discreción nacional. Por la aprobación del Ley de Piratería de 1717, la lealtad de un corsario a Gran Bretaña anulaba cualquier lealtad a un soberano que proporcionaba la patente. Esto ayudó a poner a los corsarios bajo la jurisdicción legal de su país de origen en caso de que el corsario se convirtiera en pirata. Otros países europeos siguieron su ejemplo. El paso de la traición a la propiedad también justificó la criminalización de las actividades tradicionales de incursión en el mar de las personas que los europeos deseaban colonizar.

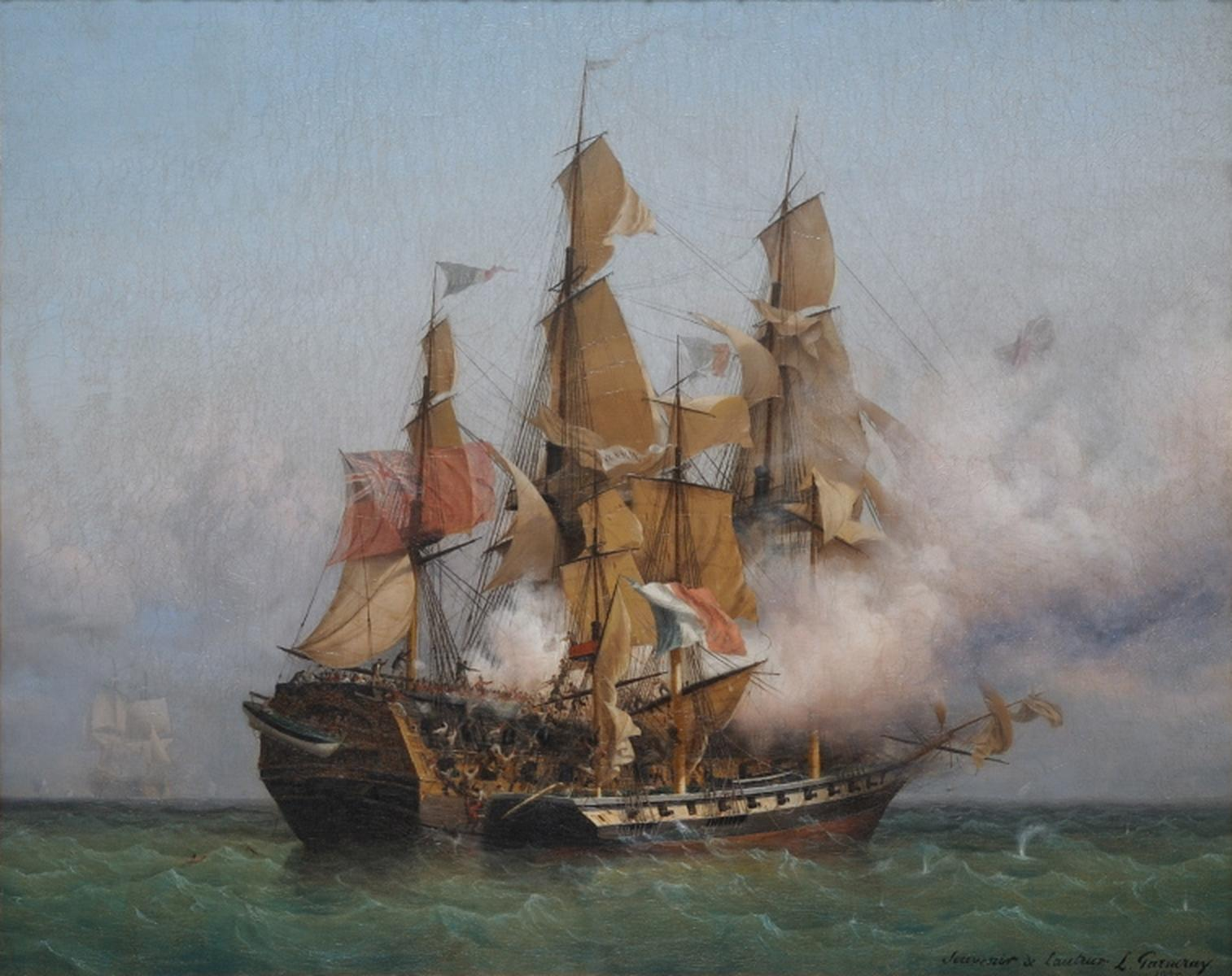
El barco East Indiaman Kent (izquierda) luchando contra el Confiance, un barco privado comandado por el corsario francés Robert Surcouf en octubre de 1800. Pintura de Ambroise Louis Garneray.

El marco legal en torno a las incursiones marítimas autorizadas para los corsarios era considerablemente más turbio fuera de Europa. La falta de familiaridad con las formas locales de autoridad creó dificultades para determinar quién era legítimamente soberano en tierra y en el mar. Los corsarios mediterráneos operaban con un estilo de autoridad patriótico-religiosa que los europeos, y más tarde los americanos, encontraron difícil de entender y aceptar. No ayudó que muchos corsarios europeos aceptaran felizmente encargos de los señores de Argel, Tánger y Túnez. Los sultanes del archipiélago de Joló (ahora las actuales Filipinas) tenían solo una autoridad tenue sobre las comunidades locales de cazadores de esclavos de Iranun. Los sultanes crearon una red cuidadosamente tejida de alianzas maritales y políticas en un intento de controlar las incursiones no autorizadas que provocarían la guerra contra ellos. En los sistemas políticos malayos, la legitimidad y la fuerza de la gestión del comercio de su sultán determinaba la medida en que ejercía control sobre las incursiones marítimas de su pueblo costero.
Los corsarios estaban implicados en la piratería por varias razones complejas. Para las autoridades coloniales, los corsarios exitosos eran marineros hábiles que generaban ingresos muy necesarios, especialmente en los puestos de avanzada coloniales recién establecidos. Estas habilidades y beneficios a menudo hacían que las autoridades locales pasaran por alto el paso de un corsario a la piratería cuando terminaba una guerra. El gobernador francés de Petit-Goave le dio al bucanero Francois Grogniet comisiones de corso en blanco, que Grogniet cambió a Edward Davis por un barco de repuesto para que los dos pudieran continuar asaltando ciudades españolas bajo la apariencia de legitimidad. Los gobernadores de Nueva York, Jacob Leisler y Benjamin Fletcher fueron destituidos de su cargo en parte por sus tratos con piratas como Thomas Tew, a quien Fletcher había otorgado comisiones para navegar contra los franceses, pero que ignoró su patente de asaltar la navegación de Mughal en el Mar Rojo. 
Algunos corsarios fueron procesados por piratería. William Kidd aceptó una comisión del rey Guillermo III de Inglaterra para cazar piratas, pero luego fue ahorcado por piratería. No logró demostrar a tiempo los documentos de los barcos que había capturado para demostrar su inocencia.
Las comisiones de corsario eran fáciles de obtener durante la guerra, pero cuando terminó la guerra y los soberanos llamaron a los corsarios, muchos se negaron a abandonar el lucrativo negocio y se dedicaron a la piratería. El reverendo de Boston, Cotton Mather, se lamentó después de la ejecución del pirata John Quelch: 

Sí, dado que el estilo de corso degenera tan fácilmente en piratería y el comercio de corso generalmente se lleva a cabo con un temperamento tan poco cristiano y resulta una entrada para tantos mucho libertinaje e iniquidad y confusión, creo que haré que buenos hombres concuerden conmigo en desear que no se practique más el corso a menos que aparezcan circunstancias más esperanzadoras para alentarlo.

### Una guerra altamente regulada
Los corsarios hacían la guerra según las mismas leyes que los marineros de estado, es decir las de la Marina del estado auspiciador, pero con fines comerciales y no militares. Firmaban un contrato llamado "partida de caza" unos días antes de la partida, siendo colectivas todas las decisiones sobre el destino, el objeto de la expedición y las capturas.

#### Normas generales durante la expedición
- Tener una carta de patente de corso recibida de algún estado para perseguir barcos enemigos; esta autorización caduca tan pronto como cesan las hostilidades. En caso de derrota, esta carta se entrega al vencedor, dando fe de la misión encomendada por el Rey, evitando la horca inmediata por piratería.
- Si es posible acercarse a la nave enemiga por engaño mientras se muestra una bandera neutral o aliada, existe la "obligación" de izar, desde cierta distancia, la bandera real. De lo contrario, sería una traición.
- Respeto a la vida de los presos.
- Los efectos personales de los marineros o pasajeros enemigos no forman parte del botín, ellos los guardan: se ponen sellos en los cofres, baúles, armarios de los prisioneros (podemos leer en memorias como las de Garneray o en los archivos marítimos, que los presos utilizan este dinero para sobornar a los carceleros, mejorar el ordinario, etc., lo que prueba que esta obligación de respetar la propiedad privada de los presos no sólo era teórica sino realmente respetada).

Solo el barco y su cargamento (a excepción del período de guerra durante el cual se devuelven los rehenes para que puedan informar sobre el ataque) pueden ser capturados, sigue siendo necesario que la captura se haya considerado legítima por las autoridades competentes a la vuelta de la expedición. Los marineros enemigos son prisioneros de guerra: pueden ser liberados al final de las hostilidades, intercambiados o incluso liberados a cambio de un rescate.

#### Normas administrativas al final de la expedición
- Tan pronto como el barco era capturado, el escribano comisionado naval, abordaba el barco capturado. Su objetivo era hacer un inventario del cargamento y poner los sellos reales para que nada "desaparezca".
- El capitán del barco corsario presentaba su informe al Almirantazgo, cuyo examen por parte de los oficiales administrativos duraba varios días.
- Nadie tenía derecho a bajar a tierra antes de que los oficiales de la administración hubieran elaborado el informe de inspección del buque, verificado que los sellos puestos por el escribano del buque en los cofres, baúles y armarios del zócalo estaban intactos.
- Luego ponían su sello en las escotillas para evitar que parte del botín fuera desembarcado al caer la noche.
- Finalmente, interrogaban a los presos y los conducían a las cárceles de la ciudad.

Solo entonces la tripulación podía abandonar el barco y esperar el veredicto del Tribunal, necesario antes del remate del botín del premio.

### Botín
Además del barco, el botín tomado podía ser muy variado: frutas y verduras, vino y aguardiente, azúcar, pescados y carnes (anchoas, arenques, galletas, ternera, tocino), cuero, maderas preciosas, tintes (añil), especias, café, chocolate o, mucho más raramente, bolsas de polvo de plata u oro.
El producto de la subasta del botín se dividía entre las personas que colaboraron en la captura del enemigo por orden de prioridad:
- El estado (rey, república, emperador) se quedaba entre el diez y el veinte por ciento (fue él quien proporcionó la patente de corso).
- Pago de los gastos (alimentos, pólvora, municiones, así como reparaciones realizadas durante el viaje).
- Viudas y heridos (las viudas tomaban el doble de la parte de sus difuntos maridos, y los heridos tenían una indemnización, fijada al principio según la parte del cuerpo faltante, además de su parte previamente pactada).
- El armador (o el grupo de armadores cuando los costos de envío eran altos) se quedaba con el treinta por ciento del resto.
- Finalmente, cada hombre tenía su parte según su lugar en la tripulación (el grumete = media parte, el capitán = veinticinco partes, el cirujano = veinticinco partes etc.).[6]

## Historia general

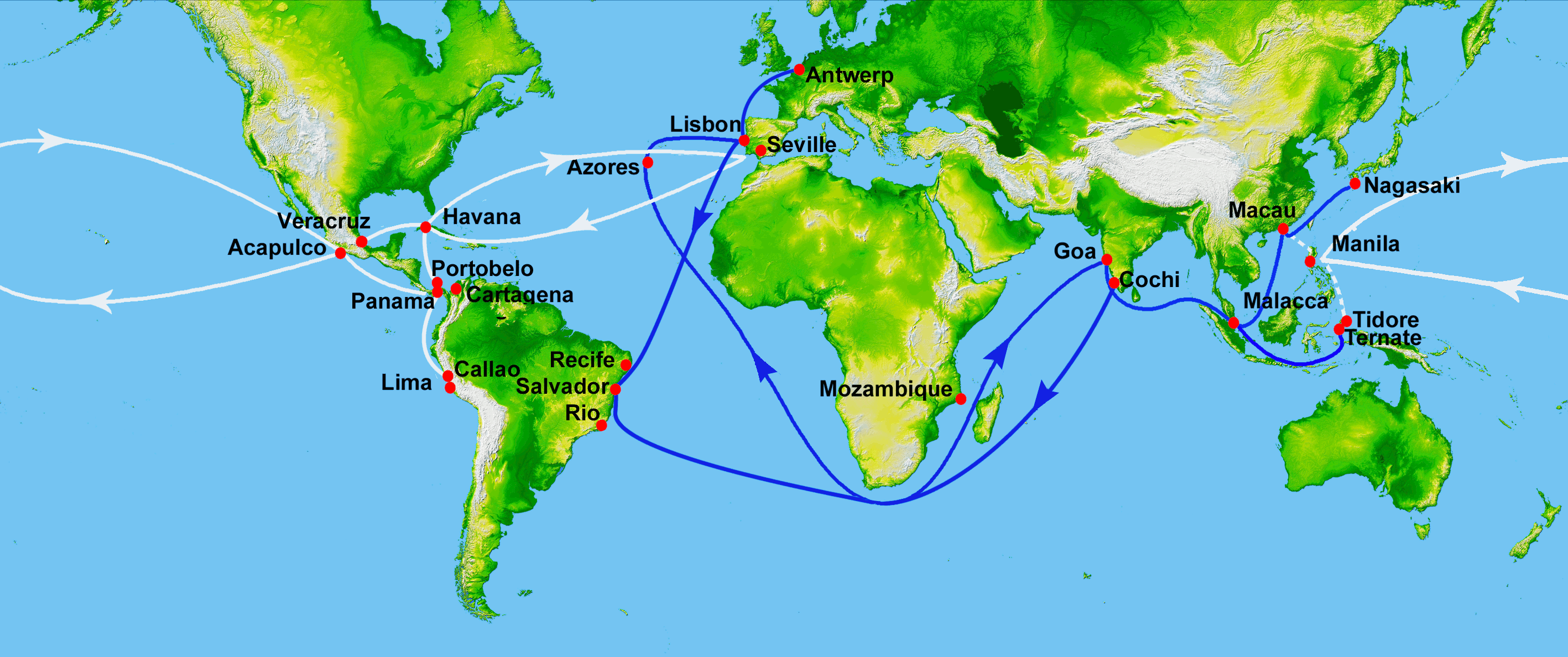
Las rutas comerciales del siglo XVI eran presas fáciles de los corsarios: las flotas del tesoro españolas que unían el Caribe con Sevilla, los galeones Manila-Acapulco que comenzaron en 1568 (blanco) y las armadas indias portuguesas rivales de 1498-1640 (azul)

En Europa, la práctica de autorizar incursiones marítimas se remonta al menos al siglo XIII, pero la palabra "corsario" se acuñó en algún momento a mediados del siglo XVII. A un marinero que se embarcaba en un buque de guerra se le pagaba un salario y se le proporcionaban los víveres suficientes, pero el marinero de un navío mercante o corsario recibía una parte de las ganancias sobre la mercancía. Por lo tanto, el corso ofrecía empresas de la clase obrera (barcos mercantes) con la posibilidad de obtener una riqueza sustancial (premios monetarios por las capturas). La oportunidad movilizó a los marineros locales como tropas auxiliares en una era en la que la capacidad del estado limitaba la capacidad de una nación para financiar una armada profesional a través de únicamente los impuestos.
Los corsarios fueron una gran parte de la fuerza militar total en el mar durante los siglos XVII y XVIII. En la primera guerra angloholandesa, los corsarios ingleses atacaron el comercio del que dependían por completo las Provincias Unidas y capturaron más de 1000 barcos mercantes holandeses. Durante la guerra posterior con España, los corsarios españoles y flamencos al servicio de la Corona española, incluidos los corsarios de Dunkerqueses, capturaron 1.500 barcos mercantes ingleses, lo que ayudó a restaurar el comercio internacional neerlandés. El comercio británico, ya sea costero, atlántico o mediterráneo, también fue atacado por corsarios holandeses y otros en la Segunda y Tercera guerra angloholandesa. Piet Pieterszoon Hein fue un corsario neerlandés brillantemente exitoso que capturó la flota del tesoro española. Magnus Heinason fue otro corsario que sirvió a los holandeses contra los españoles. Si bien sus ataques y los de otros trajeron a casa una gran cantidad de dinero, apenas hicieron mella en el flujo de oro y plata de México a España.
A medida que avanzaba la revolución industrial, el corso se volvió cada vez más incompatible con el monopolio de la violencia de los estados modernos. Los buques de guerra modernos podían superar fácilmente a los navíos mercantes, y los estrictos controles sobre los armamentos navales condujeron a menos armas navales de compra privada. El concepto de corso continuó hasta la Declaración de París de 1856, en el que todas las principales potencias europeas declararon que "el corsario está y sigue estando abolido". Estados Unidos no firmó la declaración, pero no ha emitido cartas de marca o patentes en ningún conflicto posterior a la declaración. En el siglo XIX, muchas naciones aprobaron leyes que prohibían a sus ciudadanos aceptar encargos como corsarios para otras naciones. La última gran potencia que coqueteó con el corso fue Prusia en la guerra franco-prusiana de 1870, cuando Prusia anunció la creación de una 'armada voluntaria' de barcos de propiedad y tripulación privada, pero elegibles para premios en metálico. (Prusia argumentó que en la Declaración de París no prohibía tal fuerza, porque los barcos estaban sujetos a disciplina naval).

### Imperio español
El primer intento de regular a los corsarios se remonta a 1288, cuando el rey Alfonso III de Aragón dictó una carta en la que ordenaba a los corsarios tomar patentes y prestar una fianza para asegurarse de que no robarían a sus conciudadanos, atacarían al enemigo durante una tregua, o a puertos que se consideraran neutrales. En un principio el imperio español contrató corsarios para defender las costas mediterráneas tras la reconquista. Corsarios como Pero Niño, Íñigo de Artieta y Alonso de Contreras, se volvieron famosos operando asaltos a las costas berberiscas.

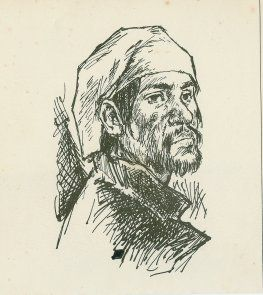
El corsario mulato Miguel Enríquez que trabajó con una patente expedita por el Imperio español.

#### Mar Caribe
En lo referente al Caribe cuando el Imperio español emitió el decreto que impedía que los países extranjeros comerciaran, vendieran o compraran mercancías con sus colonias caribeñas, toda la región del Caribe se vio envuelta en una lucha de poder entre las superpotencias navales. Los recién independizados Estados Unidos se involucraron más tarde en este escenario, lo que complicó aún más el conflicto. Como consecuencia, España incrementó la emisión de contratos con corsarios. Estos contratos permitieron ingresos a los habitantes de estas colonias que no estaban relacionados con los conquistadores españoles. Los corsarios más conocidos del siglo XVIII en las colonias españolas fueron Miguel Enríquez de Puerto Rico y José Campuzano-Polanco de Santo Domingo.
Miguel Enríquez (1674–1743) era un mulato puertorriqueño que abandonó su trabajo como zapatero para trabajar como corsario. Tal fue el éxito de Enríquez, que se convirtió en uno de los hombres más ricos del Nuevo Mundo. Su flota estaba compuesta por aproximadamente 300 barcos diferentes durante una carrera que abarcó 35 años, convirtiéndose en un activo militar y según se informa, superando la eficiencia de la Armada de Barlovento. Enríquez fue nombrado caballero y recibió el título de Don de la mano de Felipe V de España, algo insólito por su origen étnico y social. Uno de los corsarios más famosos de España fue Amaro Pargo.
José Campuzano Polanco (1698-1760) fue posiblemente el corsario más exitoso de Santo Domingo durante la Edad de Oro de la Piratería en el Caribe en la primera mitad del siglo XVIII operando bajo una patente de corso. Conocido por su profundo conocimiento de los mares, obtuvo patente de corso para operar expediciones en Cartagena, Santa Marta, Maracaibo, Florida, Puerto Rico y la isla de Santa Cruz, entre otras áreas. En teoría el pretendía frenar el contrabando pero en realidad esta era una actividad muy importante para la isla de Santo Domingo, ya que proporcionaba productos de consumo básico a la población y Campuzano lo sabía.
De los últimos corsarios bajo tutela de la Corona española está Mateo Mainery, fue sorprendido realizando actos de corsario para el Virreinato cerca de la desembocadura del río Guayas a mediados de 1819. Fue capturado por el bergantín chileno Galvarino bajo la comandancia de Juan Tooker Spry que era parte de la Armada Chilena que componían la escuadra de la expedición libertadora del Perú a cargo de Lord Cochrane.

#### Islas Baleares
El corso en las Islas Baleares tuvo su edad de oro durante el siglo XVII, gracias a las guerras entre la monarquía española y la francesa, cuando la navegación aumentó el negocio del corso se convirtió en un negocio muy próspero. Entre 1640 y 1652 los corsarios mallorquines ayudaron a la causa real ante la revuelta catalana de la Guerra de los Segadores. Lo mismo hicieron en la lucha contra la rebelión de Messina. En esta época actuó la llamada "Escuadra de Mallorca", formada por cinco barcos y una tripulación de unas setecientas personas, dirigida por el corsario Pere Fleixes.
En el Puerto de Ibiza existe un monumento que recuerda a los heroicos marineros del corso ibicenco, en la medida en que tuvieron una contribución decisiva en la lucha contra la piratería norteafricana.
Corsarios en las Baleares encontramos ejemplo como Pedro Fleixes, Jaume Canals, Antonio Barceló, Josep Cordilla, Juan Sastre, Antoni Pisà, Josep Pujol, Bartomeu Palau, Mateu Calvet Ros, Salvador Grisald Prats, Antoni Riquer y Arabí, Antoni Pavias Tur, Marc Riquer Palau.

### Hispanoamérica
Los gobiernos insurgentes reclutaron buques de guerra durante las guerras de independencia hispanoamericanas para destruir el comercio español y capturar buques mercantes españoles. Los barcos armados privados procedían en gran parte de los Estados Unidos. Marineros provenientes de Gran Bretaña, Estados Unidos y Francia a menudo tripulaban estos barcos. Ejemplo de ello es el corsario francés Louis-Michel Aury que el 3 de junio de 1818 recibe patente de corso de los gobiernos de Chile y de las Provincias Unidas del Río de la Plata por medio del clérigo chileno José Cortés de Madariaga. 
El 4 de julio de 1818, Aury capturó la isla de Providencia en el Caribe occidental con la ayuda de 400 hombres y 14 barcos. Encontró la isla poblada por protestantes blancos de habla inglesa y sus esclavos. Aury junto con Agustín Codazzi utilizaron las islas como su base desde la cual buscar la independencia de Centroamérica. Fundaron un asentamiento con una economía próspera basada en el saqueo a barcos españoles capturados, mientras intentaban sin éxito reconstruir buenas relaciones con Simón Bolívar. A las órdenes de Aury, Agustín Codazzi estableció el Fuerte Libertad en la Isla Santa Catalina. 
Aury bajo patente argentina, izó la bandera azul y blanca de Buenos Aires en la isla de Providencia (hoy Colombia) y en los numerosos barcos de su armada durante tres años, enfrentándose al régimen borbónico, antes de morir en 1821 a la edad de 35 años en el Archipiélago de San Andrés, Providencia y Santa Catalina.

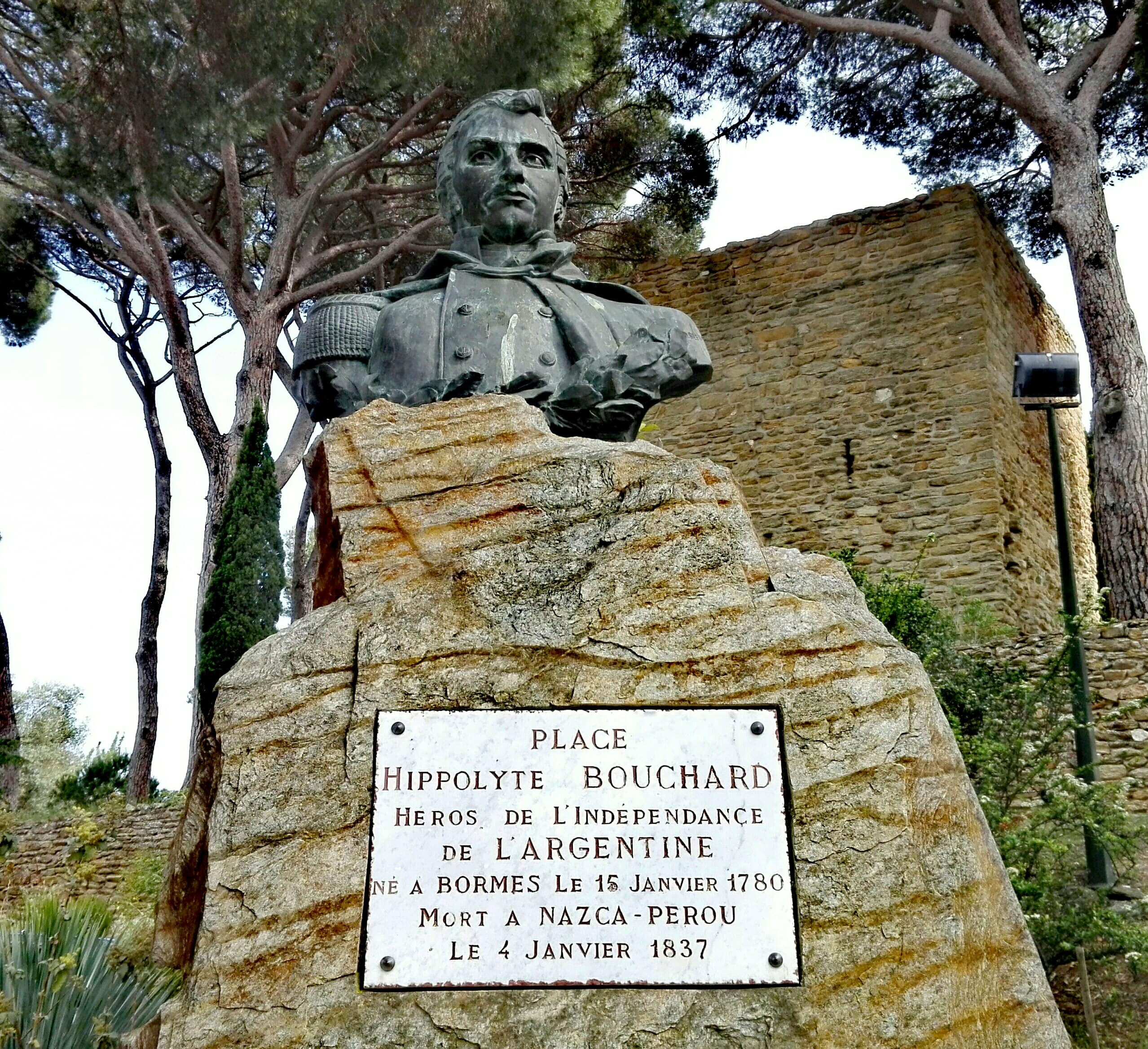
Hippolyte de Bouchard (1780-1837)

Otra bandera de las Provincias Unidas del Río de la Plata (actual bandera de la República Argentina) ya había flameado en las costas del Océano Pacífico de Centroamérica, entre marzo y abril de 1819, desde la fragata La Argentina, en la expedición naval de corso comandada por otro corsario de origen francés, Hipólito Bouchard, sargento mayor de marina, al servicio de las Provincias Unidas del Río de la Plata.
El despliegue a gran escala de buques de guerra comenzó entre 1816 y 1821, sobre todo bajo la bandera de Buenos Aires y la bandera de Artigas. Entre 1821 y 1829 los corsarios comenzaron a navegar bajo las banderas de México y Colombia (los corsarios que venían de Cartagena, Colombia, eran llamados "cartagineses"). La principal motivación de estos corsarios insurgentes era ganar dinero pero su motivación política era escasa. Capturaron barcos mercantes y barcos de esclavos para apoderarse del botín, pero se negaron a luchar contra la Armada española.
Después de la guerra de 1812, llegaron barcos armados privados de América del Norte, en su mayoría de Baltimore. Más de cien barcos zarparon de Estados Unidos, con más de tres mil marineros y capitanes estadounidenses para luchar como corsarios en las guerras de independencia de Hispanoamérica. También participaron armadores de otras nacionalidades, como franceses y británicos. Estos barcos eran rápidos, a saber, goletas o bergantines, típicamente armados con doce a dieciséis cañones, que consistían en calibres de doce o veinticuatro libras.
Cádiz fue el principal puerto atacado, pero hubo otros puertos de la península ibérica y Canarias que también se vieron amenazados. El segundo puerto más importante fue La Habana, en Cuba donde el comercio español con las Américas sufrió daños considerables. El factor más importante para la reducción del comercio español no fueron los ataques de los corsarios sino la pérdida de puertos y nuevos territorios ganados por los países republicanos.
Otros tantos corsarios hicieron carrera militar durante las guerras de independencia en Latinoamérica, para luego ser oficiales incorporados a las fuerzas armadas de las nuevas naciones, corsarios tales como: Guillermo Brown, Juan Illingworth Hunt, Renato Beluche, Giovanni Bianchi, Luis Brion, José de Villamil y Juan Bautista Azopardo.

### Inglaterra-Gran Bretaña
En Inglaterra, y más tarde en el Reino Unido, la ubicuidad de las guerras y la dependencia de la nación isleña al comercio marítimo permitieron el uso de corsarios con gran efecto. Inglaterra también sufrió mucho por los corsarios de otras naciones. Durante el siglo XV, el país carecía de una estructura institucional y finanzas coordinadas. Cuando la piratería se convirtió en un problema cada vez mayor, las comunidades de comerciantes como Bristol comenzaron a recurrir a la autoayuda, armando y equipando barcos por su propia cuenta para proteger el comercio. La licencia de estos barcos mercantes de propiedad privada por parte de la Corona les permitió capturar legítimamente barcos que se consideraban piratas. Esto constituyó una "revolución en la estrategia naval" y ayudó a cubrir la necesidad de protección que la Corona no podía proporcionar.
Durante el reinado de la reina Isabel I de Inglaterra (1558-1603), fomentó el desarrollo de esta armada suplementaria. En el transcurso de su reinado, el aumento de la prosperidad española a través de sus exploraciones en el Nuevo Mundo y el descubrimiento de oro contribuyeron al deterioro de las relaciones anglo-españolas. La autorización de Isabel de permitir los asaltantes marinos (conocidos como Sea Dogs) como Francis Drake y Walter Raleigh le permitió distanciarse oficialmente de sus actividades de incursión mientras disfrutaba del oro obtenido de estas incursiones por terceros. Los barcos ingleses navegaban por el Caribe y frente a las costas de España, tratando de interceptar flotas del tesoro Español.

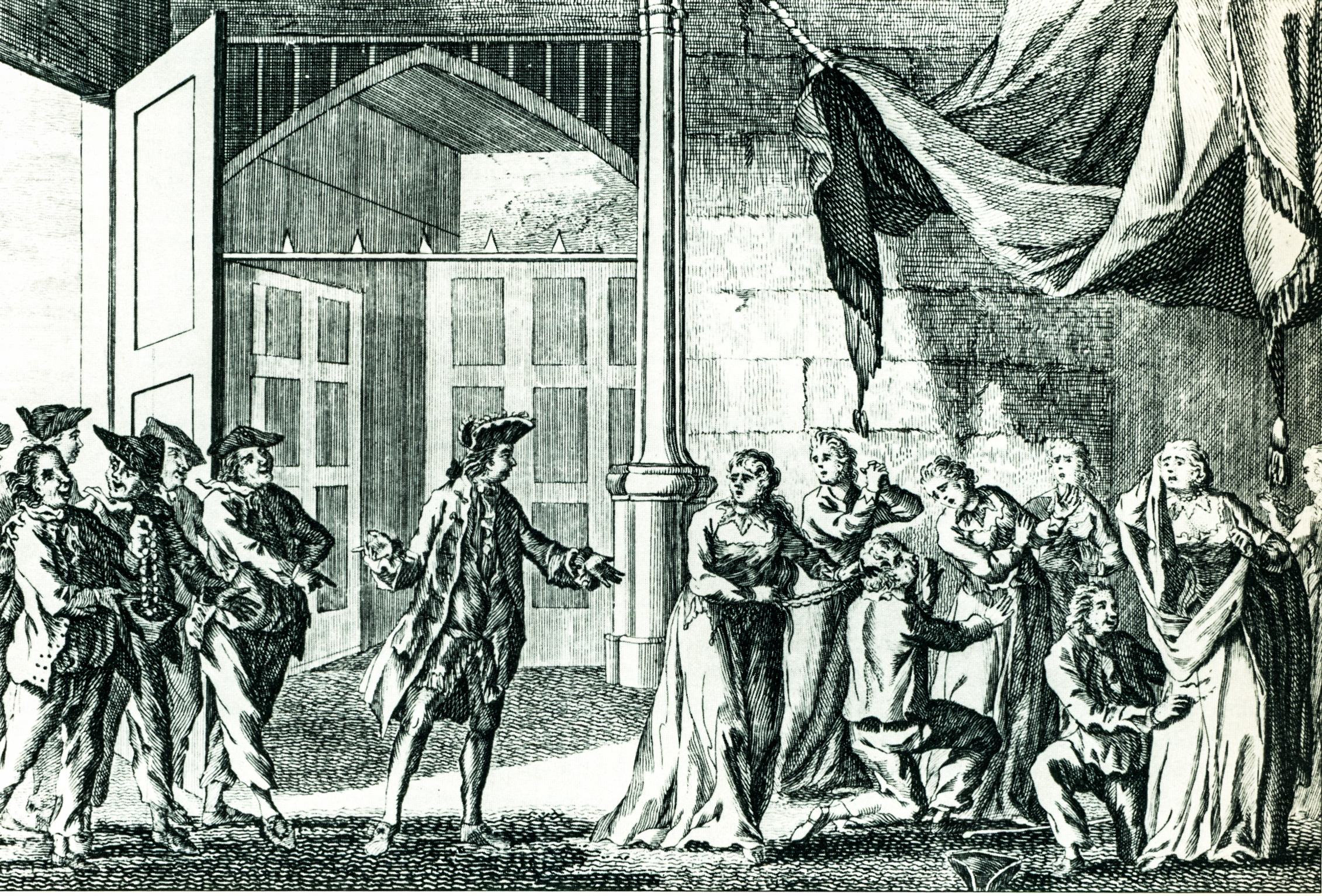
Los hombres del corsario inglés Woodes Rogers buscan las joyas de las damas españolas en Guayaquil, 1709

Isabel I fue sucedida por los primeros monarcas británicos de la Casa Estuardo, Jacobo I y Carlos I, que no permitían a los corsos. Desesperada por financiar la costosa guerra de sucesión española, la reina Ana de Gran Bretaña reinició el corso e incluso eliminó la necesidad de un porcentaje para el soberano como incentivo. Los soberanos ingleses continuaron otorgando licencias a los corsarios británicos a lo largo del siglo XVII, aunque hubo una serie de declaraciones unilaterales y bilaterales que limitaban a los corsarios entre 1785 y 1823. Esto ayudó a establecer la personalidad de los corsarios como heroicos patriotas. Los corsarios británicos aparecieron por última vez en masa en las guerras napoleónicas.
Inglaterra y Escocia practicaron el corso tanto por separado como juntas después de que se unieran para crear el Reino de Gran Bretaña en 1707. Era una manera de ganar para sí mismos parte de la riqueza que los españoles y portugueses estaban tomando del Nuevo Mundo. Se trataba de una forma de afirmar el poder naval antes de que surgiera una Marina Real británica.

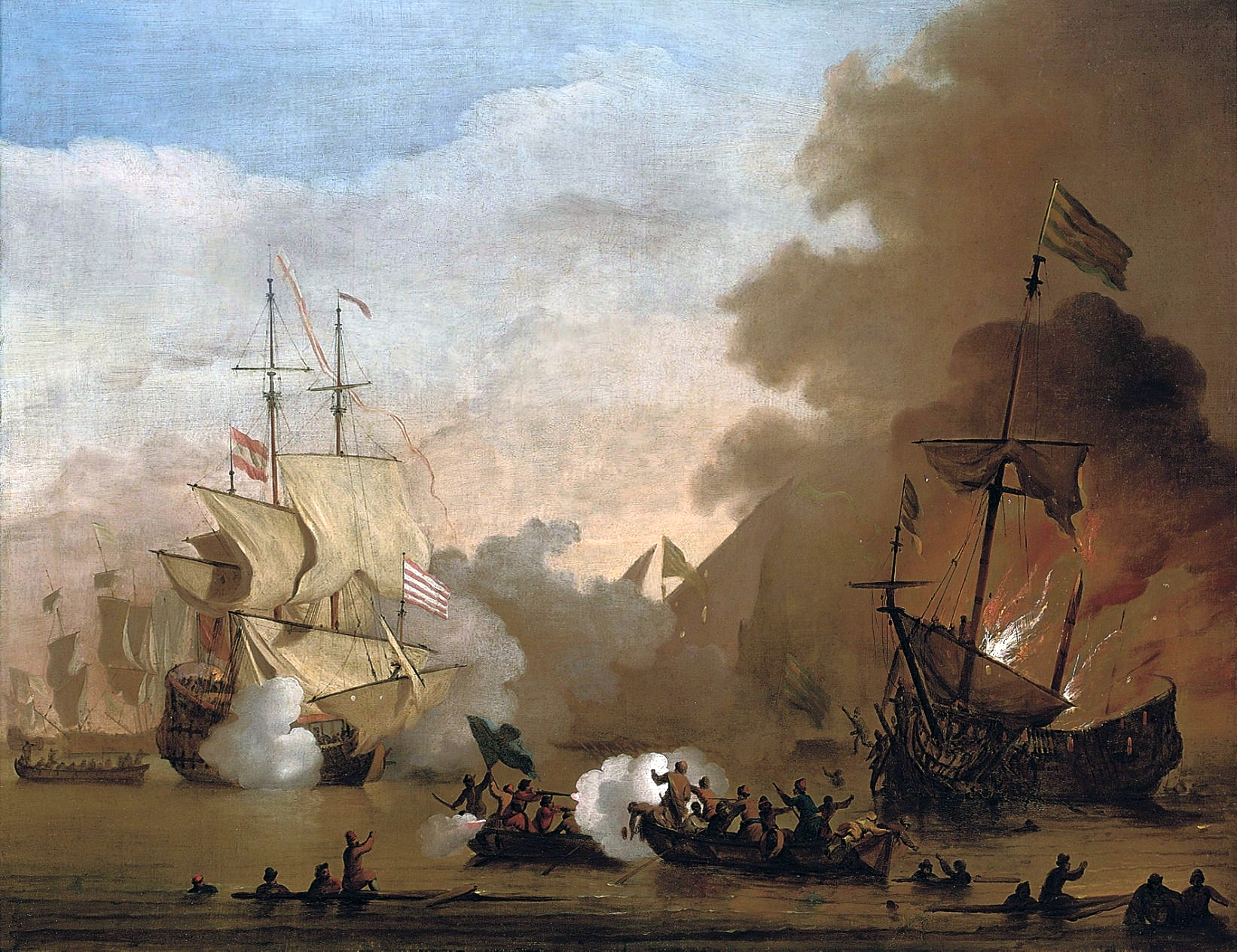
Una acción entre un navío inglés y navíos de los corsarios Otomanos o de Berbería.

Sir Andrew Barton, Lord Almirante de Escocia, siguió el ejemplo de su padre, a quien Jacobo III de Escocia le había otorgado cartas de corso para aprovecharse de la navegación inglesa y portuguesa en 1485; las cartas a su debido tiempo se volvieron a enviar a su hijo. Barton murió tras un encuentro con los ingleses en 1511.
Sir Francis Drake, que tuvo estrecho contacto con el soberano, fue responsable de algunos daños a la navegación española, así como de los ataques a los asentamientos españoles en las Américas durante el siglo XVI. Participó en la exitosa defensa inglesa contra la Armada española en 1588, aunque también fue en parte responsable del fracaso de la Armada inglesa contra España en 1589.
Sir George Clifford, tercer conde de Cumberland, fue un exitoso corsario en contra de la navegación española en el Caribe. También es famoso por su breve captura en 1598 del Fuerte San Felipe del Morro, la ciudadela que protege a San Juan, Puerto Rico. Llegó a la isla de Puerto Rico el 15 de junio de 1598, pero para noviembre de ese año, Clifford y sus hombres habían huido de la isla debido a la feroz resistencia civil. Obtuvo suficiente prestigio de sus hazañas navales para ser nombrado campeón oficial de la reina Isabel I. Clifford se hizo extremadamente rico gracias a sus bucaneros, pero perdió la mayor parte de su dinero apostando en carreras de caballos.
El capitán Christopher Newport lideró más ataques a barcos y asentamientos españoles que cualquier otro corsario inglés. Cuando era joven, Newport navegó con Sir Francis Drake en el ataque a la flota española en Cádiz, además participó en la derrota de Inglaterra en contra de la Armada Invencible. Durante la guerra con España, Newport se apoderó de las fortunas de los tesoros españoles y portugueses en feroces batallas navales en las Indias Occidentales como corsario de la reina Isabel I. Perdió un brazo mientras capturaba un barco español durante una expedición en 1590, pero a pesar de esto, él continuó como corsario, bloqueando con éxito el oeste de Cuba al año siguiente. En 1592, Newport capturó la carraca portuguesa Madre de Deus (Madre de Dios), valorada en 500.000 libras esterlinas.
Sir Henry Morgan fue un corsario de éxito. Operando desde Jamaica, llevó a cabo una guerra contra los intereses españoles en la región, a menudo utilizando tácticas astutas. Su operación era propensa a la crueldad contra los que capturaba, incluida la tortura para obtener información sobre el botín y, en un caso en paticular, el uso de sacerdotes como escudos humanos. A pesar de los reproches por algunos de sus excesos, fue generalmente protegido por Sir Thomas Modyford, gobernador de Jamaica. Consiguió una enorme cantidad de botín, además de desembarcar a sus corsarios en tierra y atacar fortificaciones terrestres, incluido el saqueo de la Ciudad de Panamá con solo 1400 tripulantes.
Otros corsarios británicos destacados son Fortunatus Wright, Edward Collier, Sir John Hawkins, su hijo Sir Richard Hawkins, Michael Geare y Sir Christopher Myngs. Corsarios coloniales británicos notables en Nueva Escocia incluyen a Alexander Godfrey del bergantín Rover y Joseph Barss de la goleta Liverpool Packet, esta última goleta capturó más de 50 barcos estadounidenses durante la Guerra de 1812.

#### Las islas Bermudas

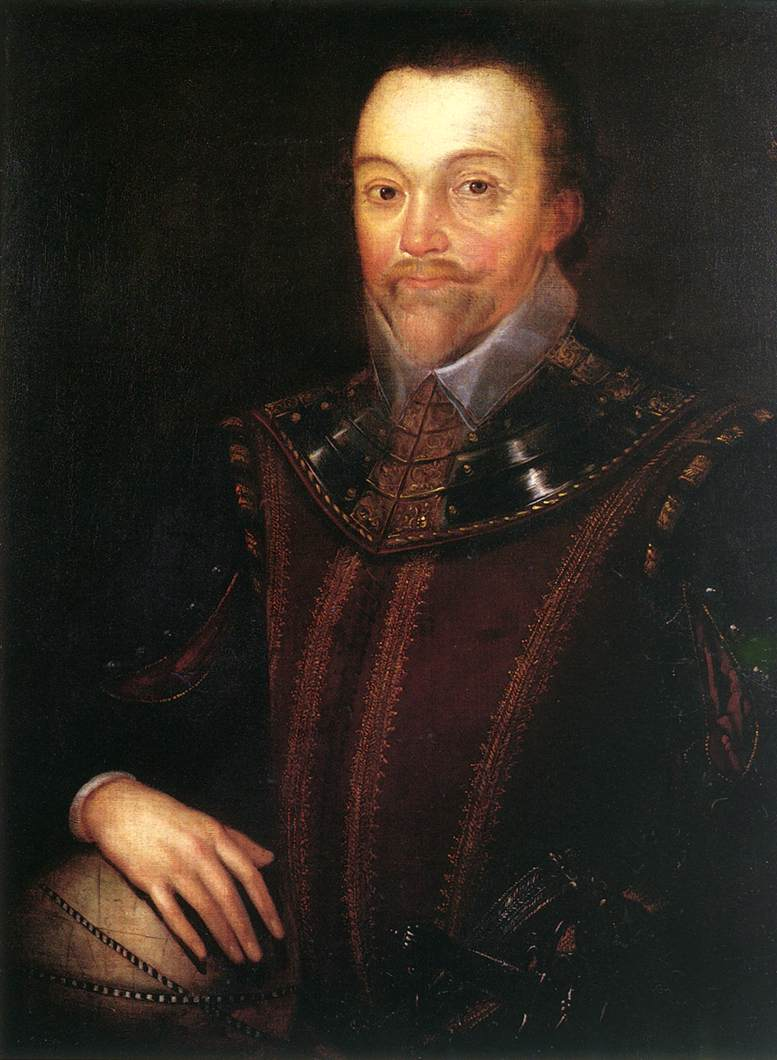
Francis Drake fue uno de los corsarios ingleses más famosos de su época.

La colonia inglesa de las Bermudas (o las islas Somers), colonizada accidentalmente en 1609 por el Imperio británico, fue utilizada como base para corsarios ingleses desde el momento en que pasó a formar parte oficialmente del territorio de la Compañía de Virginia en 1612, especialmente por barcos pertenecientes al conde de Warwick, por quien se nombra la parroquia Warwick de las Bermudas (el nombre de Warwick se ha asociado durante mucho tiempo con las incursiones comerciales de corsarios, como lo demuestra el Newport Ship, que se cree que Warwick the Kingmaker le quitó a los españoles en el siglo XV). Muchos bermudeños fueron empleados como tripulantes a bordo de corsarios a lo largo del siglo, aunque la colonia se dedicó principalmente a la agricultura de cultivos comerciales hasta que pasó de su fallida economía agrícola a la economía mar después de la disolución de la Somers Isles Company en 1684 (una escisión de la Virginia Company que había supervisado la colonia desde 1615). Con una superficie total de 54 kilómetros cuadrados (21 millas cuadradas) y sin ningún otro recurso natural que no sea el cedro de las Bermudas, los colonos se dedicaron de lleno al comercio marítimo, desarrollando la veloz balandra de las Bermudas, que se adaptaba bien tanto al comercio como a las incursiones piratas. Los barcos mercantes de las Bermudas recurrieron al corso en cada oportunidad que se presentó durante el siglo XVIII, aprovechando el transporte marítimo de España, Francia y otras naciones durante una serie de guerras, incluida la guerra de los Nueve Años de 1688 a 1697 (Guerra del Rey Guillermo); la Guerra de la Reina Ana de 1702 a 1713; laguerra del Asiento de 1739 a 1748; la guerra de sucesión de Austria de 1740 a 1748 (guerra del rey Jorge); la guerra de los Siete Años de 1754 a 1763 (conocida en los Estados Unidos como la guerra franco-india), este conflicto fue devastador para la flota mercante de la colonia. Quince corsarios operaron desde las Bermudas durante la guerra, pero las pérdidas superaron a las ganancias con las capturas; la guerra de Independencia de los Estados Unidos de 1775 a 1783; y la guerra anglo-española de 1796 a 1802. A mediados del siglo XVIII, las Bermudas enviaban al mar el doble de corsarios que cualquiera de las colonias continentales. Por lo general, salían de las Bermudas con tripulaciones muy grandes; esta ventaja en la mano de obra fue vital para dominar a las tripulaciones de los buques más grandes, que a menudo carecían de suficientes tripulantes para presentar una fuerte defensa. Los tripulantes adicionales también fueron útiles como tripulaciones para conducir los barcos capturados.
Las Bahamas, que habían sido despobladas de sus habitantes indígenas por los españoles, habían sido colonizadas por Inglaterra, comenzando con los aventureros de la isla Eleutheran, puritanos disidentes expulsados de las Bermudas durante la guerra civil inglesa. Los ataques españoles y franceses destruyeron New Providence en 1703, creando un bastión para los piratas, y se convirtió en una espina en el costado del comercio comercial británico en la zona. En 1718, Gran Bretaña nombró a Woodes Rogers como gobernador de las Bahamas, y lo envió al frente de una fuerza para recuperar el asentamiento. Sin embargo, antes de su llegada, los piratas se habían visto obligados a rendirse por una fuerza de corsarios bermudeños a los que el gobernador de las Bermudas había emitido patentes de corsario.

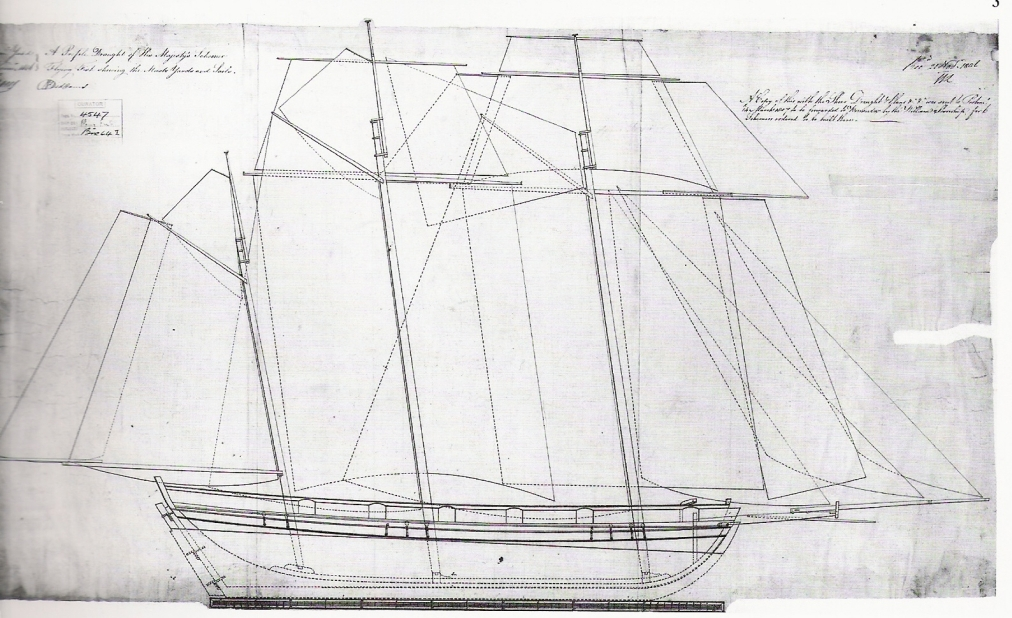
Plano de un balandro de las Bahamas, nave utilizada por los corsarios por su practicidad para el rápido abordaje.

Las Bermudas tenían el control de facto de las Islas Turcas, con su lucrativa industria de la sal, desde finales del siglo XVII hasta principios del XIX. Las Bahamas hicieron intentos perpetuos de reclamar a las islas Turcas para sí. En varias ocasiones, esto implicó la incautación de los barcos de los comerciantes de sal en las Bermudas. Se dijo que existió un estado de guerra virtual entre los barcos de las Bermudas y las Bahamas durante gran parte del siglo XVIII. Cuando los bahameños se apoderaron de la balandra de las Bermudas, la Seaflower, en 1701, la respuesta del gobernador de las Bermudas, el capitán Benjamin Bennett, fue emitir patentes de corsario para los barcos de las Bermudas. En 1706, las fuerzas españolas y francesas expulsaron a los bermudeños, pero tres años más tarde fueron expulsados por el corsario bermudeño capitán Lewis Middleton. Su barco, el Rose, atacó a un corsario español y otro francés que tenían cautivo a un barco inglés. Derrotando a los dos barcos enemigos, el Rose eliminó la guarnición de treinta hombres que habían dejado los españoles y los franceses.
A pesar de los fuertes sentimientos de apoyo a los rebeldes, especialmente en las primeras etapas, los corsarios de las Bermudas se volvieron igualmente agresivos contra la navegación estadounidense durante la guerra de Independencia de los Estados Unidos. La importancia del corsario para la economía de las Bermudas había aumentado no solo por la pérdida de la mayor parte del comercio continental de las Bermudas, sino también por la Ley Palliser, que prohibía a los barcos de las Bermudas pescar en los grandes bancos de peces de Terranova en la costa americana, actual Canadá. El comercio de las Bermudas con las colonias estadounidenses rebeldes continuó durante toda la guerra. Algunos historiadores dan crédito a la gran cantidad de balandras de las Bermudas (calculadas en más de mil) construidas en las Bermudas para los corsarios y vendidas ilegalmente a los estadounidenses como lo que permitió a las colonias rebeldes obtener su independencia. Además, los estadounidenses dependían de la sal de las islas Turcas, por lo que en una operación especial cien barriles de pólvora fueron robados de un polvorín de las Bermudas y suministrados a los rebeldes según lo orquestado por el coronel Henry Tucker y Benjamin Franklin, según lo solicitado por George Washington, a cambio de lo cual el congreso estadounidense autorizó la venta de suministros a las Bermudas, que dependía de los productos estadounidenses. Las realidades de esta interdependencia no hicieron nada para amortiguar el entusiasmo con el que los corsarios de las Bermudas se volvieron contra sus antiguos compatriotas.
Un capitán naval estadounidense, al que se le ordenó sacar su barco del puerto de Boston para eliminar un par de barcos corsarios de las Bermudas que habían estado recogiendo barcos perdidos por la Marina Real bratánica, regresó frustrado y dijo: "los bermudeños navegaron sus barcos dos pies por cada uno de los nuestros". Alrededor de 10.000 bermudeños emigraron en los años anteriores a la independencia estadounidense, principalmente a las colonias estadounidenses. Muchos bermudeños ocuparon posiciones destacadas en los puertos marítimos estadounidenses, desde donde continuaron con su comercios marítimos (los comerciantes bermudeños controlaban gran parte del comercio a través de puertos como Charleston, Carolina del Sur, además de que los constructores navales bermudeños influyeron en el desarrollo de los barcos estadounidenses, como la goleta de la bahía de Chesapeake), usaron su conocimiento de las islas Bermudas, así como sus barcos, para la causa de los rebeldes por la independencia americana. En la Batalla de Wreck Hill de 1777, los hermanos Charles y Francis Morgan, miembros de un gran enclave de las Bermudas que había dominado Charleston y sus alrededores, capitaneaban dos balandras (el Fair American y el Experiment, respectivamente), llevaron a cabo el único ataque a las Bermudas durante la guerra. El objetivo era un fuerte que custodiaba un paso poco utilizado a través de la línea de arrecifes que lo rodeaba. Después de que los soldados que manejaban el fuerte se vieran obligados a abandonarlo, dispararon sus armas y huyeron antes de que llegaran los refuerzos.
Cuando los estadounidenses capturaron al barco corsario de Bermudas, Regulator, descubrieron que prácticamente toda su tripulación eran esclavos negros. Las autoridades de Boston ofrecieron a estos hombres su libertad, pero los 70 eligieron ser tratados como prisioneros de guerra. Fueron enviados como tales a Nueva York en la balandra Duxbury, pero se apoderaron del barco y lo llevaron de regreso a las Bermudas. Ciento treinta barcos tomados como premios fueron traídos a las Bermudas entre el 4 de abril de 1782 y el 4 de abril de 1783, incluidos tres barcos ingresados por parte de la Marina Real y el resto por corsarios. 
La guerra de 1812 vio una reaparición de los corsarios de las Bermudas, que había desaparecido después de la década de 1790. El declive del corsario de las Bermudas se debió en parte a la construcción de la base naval en las Bermudas, que redujo la dependencia del Almirantazgo británico con los corsarios en el Atlántico occidental, y en parte al éxito de las demandas legales estadounidenses y las reclamaciones por daños presentadas contra los corsarios británicos, una gran parte de que estaban dirigidos directamente a los bermudeños. Durante el transcurso de la Guerra de 1812, los corsarios de las Bermudas capturaron 298 barcos, alrededor del 19% de los 1.593 barcos capturados por la marina británica y los barcos corsarios entre los Grandes Lagos y las Indias Occidentales.
Entre los corsarios bermudeños más conocidos (nativos e inmigrantes) se encontraban Hezekiah Frith, Bridger Goodrich, Henry Jennings, Thomas Hewetson, y Thomas Tew.

#### Isla de Providencia
La isla en sus orígenes era inhabitada. Los primeros desembarcos pudieron haber sido entre 1498 y 1502 por parte de corsarios neerlandeses, ingleses, españoles y posteriormente de jamaiquinos. Los bermudeños también estuvieron involucrados con los corsarios de la colonia inglesa de la Isla de Providencia, frente a la costa de Nicaragua. Esta colonia se estableció inicialmente en gran parte a través de las islas Bermudas, cuando unos ochenta bermudeños se trasladaron a Providencia en 1631. Aunque se pretendía que la colonia se utilizara para cultivar cultivos comerciales, su ubicación en el corazón del territorio controlado por los españoles aseguró que se convirtiera rápidamente en una base para los corsarios.
El corsario con base en las Bermudas Daniel Elfrith, mientras estaba en una expedición de corsario con el Capitán Sussex Camock de la barca Somer Ilands (una interpretación de "Somers Isles ", el nombre alternativo de las Islas de las Bermudas) en 1625, descubrió dos islas frente a la costa de Nicaragua, 80 kilómetros (50 millas) de distancia entre sí Camock se quedó con 30 de sus hombres para explorar una de las islas, San Andrés, mientras que Elfrith tomó el barco "Warwicke" de regreso a las Bermudas trayendo noticias de la isla de Providencia. El gobernador Bell de las Bermudas escribió en nombre de Elfrith a Sir Nathaniel Rich, un hombre de negocios y primo del conde de Warwick (el homónimo de la parroquia de Warwick), quien presentó una propuesta para colonizar la isla destacando su ubicación estratégica "en el corazón de las Indias y en la boca de los españoles". Elfrith fue nombrado almirante de las fuerzas militares de la colonia en 1631 y siguió siendo el comandante militar general durante más de siete años. Durante este tiempo, Elfrith sirvió como guía para otros corsarios y capitanes de mar que llegaban al Caribe. Elfrith invitó a la isla al conocido corsario Diego el Mulato. Samuel Axe, uno de los líderes militares, también aceptó patentes de corso de los holandeses.
Los españoles no supieron de la colonia de Isla Providencia hasta 1635 cuando capturaron a algunos ingleses en Portobelo, en el Istmo de Panamá. Francisco de Murga, gobernador y capitán general de Cartagena de Indias, envió al capitán Gregorio de Castellar y Mantilla y al ingeniero Juan de Somovilla Texada a destruir la colonia en la isla. Los españoles fueron repelidos y obligados a retirarse a toda prisa y desorden. Después del ataque, el rey Carlos I de Inglaterra emitió patentes de corso a la Providence Island Company el 21 de diciembre de 1635 autorizando incursiones contra los españoles en represalia por una incursión que había destruido la colonia inglesa en Tortuga a principios de 1635, Tortuga había quedado bajo la protección de Providence Island Company. En 1635, una flota española invadió Tortuga. 195 colonos fueron ahorcados y 39 prisioneros y 30 esclavos fueron capturados. La empresa, a su vez, podría emitir cartas de marca a corsarios subcontratados que utilizaban la isla como base, por una cómoda tarifa. Esto pronto se convirtió en una importante fuente de ganancias. Así, la empresa llegó a un acuerdo con el comerciante Maurice Thompson en virtud del cual Thompson podría utilizar la isla como base a cambio del 20% del botín.
En marzo de 1636, la Compañía envió al Capitán Robert Hunt en el Blessing para que asumiera el cargo de gobernador de lo que ahora se consideraba una base para corsarios. Las depredaciones continuaron, lo que llevó a una creciente tensión entre Inglaterra y España, que todavía estaban técnicamente en paz.

El 11 de julio de 1640, el embajador español en Londres volvió a quejarse diciendo que
Entiende que recientemente un tal Capitán James Reskinner trajo a la Isla de Wight un barco ricamente cargado con plata, oro, diamantes, perlas, joyas y muchos otros artículos preciosos tomados por él en virtud de una comisión de dicho Conde [de Warwick] de los súbditos de Su Majestad Católica... para el infinito agravio y deshonra de Su Majestad Católica, encontrarse así herido y violado, y sus súbditos así mimados, robados, empobrecidos y asesinados en el tiempo supremo de paz, liga y amistad con Vuestra Majestad. 
Nathaniel Butler, exgobernador de las Bermudas, fue el último gobernador en pleno de la isla de Providencia, reemplazando a Robert Hunt en 1638. Butler regresó a Inglaterra en 1640, satisfecho de que las fortificaciones eran adecuadas, y delegó la gobernación en el capitán Andrew Carter. 
En 1640, don Melchor de Aguilera, gobernador y capitán general de Cartagena, resolvió acabar con la intolerable plaga de piratas en la isla. Aprovechando que estaban de paso en su puerto infantería de Castilla y Portugal, despachó seiscientos españoles armados de la flota y del presidio, y doscientos milicianos negros y mulatos al mando de don Antonio Maldonado y Tejada, su sargento mayor, en seis pequeñas fragatas y un galeón. Las tropas desembarcaron en la isla y se produjo una feroz lucha. Los españoles se vieron obligados a retirarse cuando estalló un vendaval y amenazó a sus barcos con encallar. Carter hizo ejecutar a los prisioneros españoles. Cuando los líderes puritanos protestaron contra esta brutalidad, Carter envió a cuatro de ellos a casa encadenados.
Los españoles actuaron con decisión para vengar su derrota. El general Francisco Díaz Pimienta recibió órdenes del rey Felipe IV de España de zarpar de Cartagena de Indias a Providencia con siete grandes barcos, cuatro pinazas, 1.400 soldados y 600 marineros, llegando al destino el 19 de mayo de 1641. En un principio, Pimienta planeó atacar la mal defendida zona del lado este de la isla, y los ingleses se precipitaron allí para improvisar las defensas. Con los vientos en contra, Pimienta cambió de planes y se dirigió al puerto principal de New Westminster y lanzó su ataque el 24 de mayo. Retuvo sus grandes barcos para evitar daños y usó las pinazas para atacar los fuertes. Las tropas españolas rápidamente tomaron el control, y una vez que los fuertes vieron ondear la bandera española sobre la casa del gobernador, comenzaron las negociaciones para la rendición.
El 25 de mayo de 1641 Pimienta tomó posesión formalmente y celebró misa en la iglesia. Los españoles tomaron sesenta cañones y capturaron a los 350 colonos que aún permanecían en la isla; el resto de colonos habían escapado a Mosquitia, en territorio continental. Llevaron a los prisioneros a Cartagena, a las mujeres y los niños se les dio un pasaje de regreso a Inglaterra. Los españoles encontraron en la isla oro, añil, cochinilla y seiscientos esclavos negros, por un valor total de 500.000 ducados, como parte del botín acumulado de las incursiones a los barcos españoles. En lugar de destruir las defensas, según las instrucciones, Pimienta dejó una pequeña guarnición de 150 hombres para defender la isla y evitar la ocupación por parte de los holandeses. Más tarde ese año, el capitán John Humphrey, que había sido elegido para suceder al capitán Butler como gobernador de la isla, llegó con un gran grupo de colonos insatisfechos de Nueva Inglaterra. Encontró a los españoles ocupando las islas y zarpó nuevamente. La decisión de Pimienta de ocupar la isla fue aprobada en 1643 y fue nombrado caballero de la Orden de Santiago.

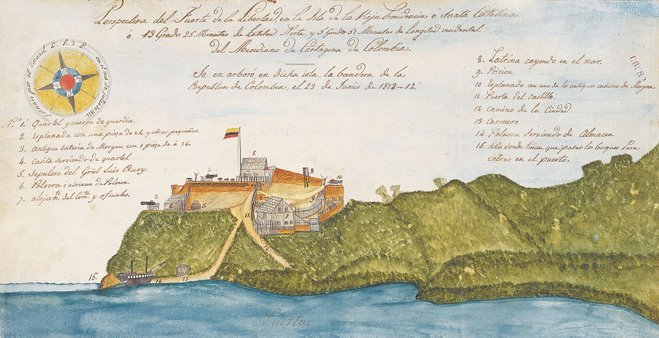
Dibujo de Luis Perú de Lacroix sobre el Fuerte de Luis Aury en la isla de Providencia. El dibujo fue realizado durante el tiempo en que de Lacroix era superintendente de Aury entre 1814 y 1821.

Para la guerra de la independencia cuyos acontecimientos se desarrollaron durante las dos primeras décadas del siglo XIX, tuvieron al mar Caribe como uno de los escenarios principales, que atrajo numerosos enemigos tradicionales de España prontos a apoyar las causas independentistas de las antiguas colonias hispánicas. Mientras el gobierno del Virreinato de Nueva Granada, expulsado de Santa Fe después de 1811 se traslada a Panamá, las islas que hasta entonces seguían leales a la Corona española continuaron sus relaciones comerciales y de autoridad con la sede colonial provisional que, sin embargo, perdía rápidamente la capacidad de controlar los incendiarios avances de la emancipación de la América española. Por esta razón regresaron los corsarios ingleses a la isla de Providencia, esta vez aliados de las causas independentistas a partir de 1816 e invadieron y saquearon a San Andrés y Providencia.
Entre 1818 y 1821 haría aparición otro personaje familiar a la historia de Providencia y de todo el archipiélago, el corsario francés Luis Aury (1788-1821), quien se puso al servicio de las tropas de Simón Bolívar, aunque sus relaciones con este no fueron las mejores. Aury, quien había participado en diferentes luchas en contra del Imperio español en Florida, México, La Española, Venezuela y Colombia, dominó el archipiélago y convirtió a la isla de Providencia en base militar de defensa contra las tropas españolas de reconquista. Con Aury a su cargo, las islas tuvieron un gran dinamismo comercial a costa del ataque a embarcaciones españolas.

### Estados Unidos

#### Periodo colonial
Durante la Guerra del Rey Jorge entre 1744 a 1748, aproximadamente 36.000 estadounidenses sirvieron a bordo de barcos corsarios. Durante la guerra de los Nueve Años de 1688 a 1697, los franceses adoptaron una política de animar fuertemente a los corsarios, incluido el famoso Jean Bart, a atacar la navegación inglesa y holandesa. Inglaterra perdió por su parte aproximadamente 4.000 barcos mercantes en sus rutas en América durante la guerra. En el siguiente conflicto que fue la guerra de sucesión española de 1701 a 1715, continuaron los ataques de los corsarios, y Gran Bretaña perdió aproximadamente 3.250 barcos mercantes. Posteriormente, en la guerra de sucesión austríaca, la Royal Navy pudo concentrarse más en la defensa de los barcos de bandera británica y así Gran Bretaña solo perdió 3.238 buques mercantes. Si bien las pérdidas francesas fueron proporcionalmente graves, el comercio español, más pequeño pero mejor protegido, fue el que menos sufrió y fueron los corsarios españoles quienes disfrutaron de gran parte del saqueo del comercio británico, particularmente en las Indias Occidentales.

#### Guerra de Independencia de los Estados Unidos
Durante la guerra de Independencia de Estados Unidos, el Congreso Continental y algunos gobiernos estatales (por iniciativa propia), emitieron patentes de corsario, autorizando la que llamaron "piratería legal", a capitanes mercantes en un esfuerzo por tomar embarcaciones de la Marina británica y los corsarios leales a la Corona británica. Esto se hizo debido al número relativamente pequeño de buques de guerra estadounidenses comisionados y la necesidad apremiante de intercambio de prisioneros.
Unos 55.000 marineros estadounidenses sirvieron a bordo de los barcos corsarios entre 1775 y 1783. Rápidamente vendían sus botines, dividiendo sus ganancias con el financista (personas o empresas) y el estado (colonia) que los apoyaban. El seno o sonda de Long Island Sound se convirtió en un "nido de avispas" de actividad corsaria durante la Revolución Americana, ya que la mayoría de los transportes hacia y desde Nueva York pasaban por el seno de New London, Connecticut, esto la convirtió en un puerto principal de corsarios para las trece colonias estadounidenses, lo que llevó a que la Armada británica lo bloqueara en 1778 a 1779. Los principales financistas de los corsario durante esta época incluyeron a Thomas & Nathaniel Shaw de New London y John McCurdy de Lyme. En los meses previos a la incursión británica en New London y Groton, un corsario de New London se llevó a la embarcación Hannah en lo que se considera el botín más grande tomado por cualquier corsario estadounidense durante la guerra. La retribución probablemente fue parte de la motivación del gobernador Clinton de Nueva York para la incursión de Arnold, ya que en el Hannah se habían llevado muchos de sus artículos más preciados.

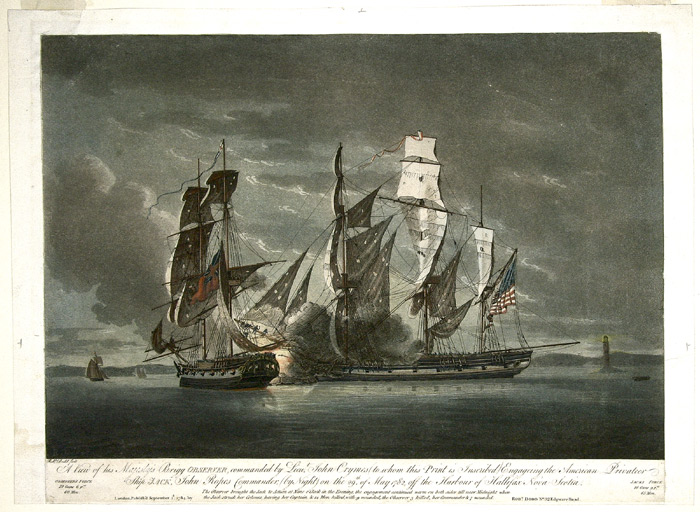
Batalla naval frente a Halifax, Nueva Escocia, 1782

Se cree que los corsarios estadounidenses se apoderaron de hasta 300 barcos británicos durante la guerra. El barco británico Jack fue capturado y convertido en un barco corsario estadounidense, solo para ser capturado nuevamente por los británicos en la batalla naval frente a Halifax, Nueva Escocia. Los corsarios estadounidenses no solo lucharon en batallas navales, sino que también asaltaron numerosas comunidades en las colonias británicas, como la incursión en Lunenburg, Nueva Escocia en 1782.
La Constitución de los Estados Unidos autorizó al Congreso de los Estados Unidos a otorgar patentes de corsario. Entre el final de la Guerra de Independencia y la Guerra de 1812, menos de 30 años después, Gran Bretaña, Francia, Nápoles, los estados de Berbería, España y los Países Bajos se apoderaron de aproximadamente 2500 barcos estadounidenses. Los pagos de rescate y tributo a los estados de Berbería ascendieron al 20% de los ingresos anuales del gobierno de los Estados Unidos en 1800 y llevarían a los Estados Unidos a luchar contra los estados de Berbería en la Primera Guerra de Berbería y la Segunda Guerra de Berbería.

#### Guerra Anglo-estadounidense de 1812
Durante la Guerra de 1812, tanto el gobierno británico como el estadounidense utilizaron corsarios nuevamente, y el sistema establecido fue muy similar al utilizado por última vez. El Congreso de los Estados Unidos declaró:
Que por la presente se declara que existe guerra entre el Reino Unido de Gran Bretaña e Irlanda y sus dependencias, y los Estados Unidos de América y sus Territorios; y que por la presente se autoriza al Presidente de los Estados Unidos a utilizar toda la fuerza terrestre y naval de los Estados Unidos para llevar a cabo la misma, y otorgar a los buques armados privados de los Estados Unidos comisiones de marca y de represalia general, en tales las formas que considere apropiadas, y bajo el sello de los Estados Unidos, contra los buques, bienes y efectos del Gobierno de dicho Reino Unido de Gran Bretaña e Irlanda, y sus súbditos.
El presidente de Estados Unidos James Madison emitió 500 patentes que autorizaban a los corsarios. El Capitán Thomas Boyle fue uno de estos famosos y exitosos corsarios. Estuvo al mando de la goleta Comet de Baltimore y más tarde en la "guerra del clipper" en el Chasseur de Baltimore. Capturó más de 50 barcos mercantes británicos durante la guerra. Una fuente estimó un daño total a la Royal Navy por las actividades del Chasseur entre 1813 y 1815 en un millón y medio de dólares. En total, la flota corsaria de Baltimore de 122 barcos hundió o se apoderó de 500 barcos británicos con un valor estimado de $ 16 millones, lo que representa aproximadamente un tercio del valor total de todos los premios tomados en el transcurso de toda la guerra.
El 8 de abril de 1814, los británicos atacaron Essex, Connecticut y quemaron los barcos en el puerto, debido a la construcción allí de varios barcos corsarios. Esta fue la mayor pérdida financiera de toda la Guerra de 1812 sufrida por los estadounidenses. Sin embargo, la flota privada de James De Wolf, que navegó bajo la bandera del gobierno estadounidense en 1812, fue probablemente un factor clave finalmente en la campaña naval de la guerra. El barco de De Wolf, el Yankee, fue posiblemente el barco de mayor éxito financiero de la guerra. Los corsarios demostraron ser mucho más exitosos que sus contrapartes de la Marina de los EE. UU., reclamando tres cuartas partes de los 1600 barcos mercantes británicos capturados durante la guerra (aunque un tercio de estos fueron recapturados antes de tocar tierra). Uno de los más exitosos de estos barcos fue el Prince de Neufchatel, que una vez capturó nueve presas británicas en una rápida sucesión en el Canal de la Mancha.
Jean Lafitte y sus corsarios ayudaron al general estadounidense Andrew Jackson en la derrota de los británicos en la batalla de Nueva Orleans para recibir el perdón total por sus crímenes anteriores. Jackson solicitó formalmente clemencia para Lafitte y los hombres que habían servido bajo su mando, y el gobierno de los EE. UU. les concedió a todos un indulto total el 6 de febrero de 1815. 
Sin embargo, muchos de los barcos capturados por los estadounidenses fueron recapturados por la Royal Navy. Los sistemas de convoyes británicos perfeccionados durante las guerras napoleónicas redujeron las pérdidas de los barcos. El bloqueo efectivo de los puertos estadounidenses y continentales impidió que los barcos capturados se pusieran a la venta. Esto finalmente condujo a órdenes que prohibían a los corsarios estadounidenses intentar llevar los barcos capturados hasta el puerto, por ello los barcos capturados tenían que ser quemados. Más de 200 barcos privados de propiedad de corsarios estadounidenses fueron capturados por la Royal Navy, muchos de los cuales se volvieron contra sus antiguos propietarios y fueron utilizados por las fuerzas de bloqueo británicas. No obstante, durante la Guerra de 1812, los corsarios "arrasaron con las costas de Estados Unidos, capturaron y hundieron hasta 2.500 barcos británicos y causaron daños a la economía británica por valor de aproximadamente $ 40 millones".

#### Guerra de Secesión
Estados Unidos no fue uno de los signatarios iniciales de la Declaración de París de 1856 que prohibía la  figura del corso, además la Constitución Confederada autorizó el uso de corsarios. Sin embargo, EE. UU. ofreció adoptar los términos de la Declaración durante la Guerra de Seción, cuando los confederados enviaron varios corsarios al mar antes de poner su esfuerzo principal en los asaltantes comisionados más efectivos. 
El corso adoptó varias formas, incluida la ejecución de bloqueos, mientras que en general, se produjo en interés tanto del norte como del sur. Las patentes de corso a menudo se emitían a compañías navieras privadas y otros propietarios privados de barcos, autorizándolos a contratar barcos que se consideraran hostiles al gobierno emisor. Las tripulaciones de los barcos recibían la carga y otros premios por el abordaje de cualquier barco capturado como incentivo para buscar los barcos que intentaban abastecer a la Confederación o ayudar a la Unión, según fuera el caso.
Durante la Guerra Civil, el presidente confederado, Jefferson Davis, emitió patentes de corso a cualquiera que empleara su barco para atacar el transporte marítimo de la Unión o llevara suministros muy necesarios a través del bloqueo de la Unión a los puertos del sur.
La mayoría de los suministros traídos a la Confederación se transportaron a bordo de embarcaciones privadas considerados corsarios. Cuando se supo que la Confederación estaba dispuesta a pagar casi cualquier precio por suministros militares, varias partes interesadas diseñaron y construyeron vapores marítimos ligeros especialmente diseñados.
Ni Estados Unidos ni España autorizaron corsarios en su guerra de 1898.

#### Actualidad
De acuerdo con la Constitución de los EE. UU., el Congreso conserva el derecho de "declarar la guerra, otorgar cartas de marca y represalias, y dictar normas con respecto a las incautaciones en tierra y mar." 
La administración Bush, después de los ataques del 11 de septiembre de 2001, deseaba fortalecer el derecho constitucional de incautación en el mar al querer aprobar una ley, la "Ley de Marca y Represalia del 11 de septiembre de 2001", que autoriza al Departamento de Estado a otorgar patentes de corso sin espera de la aprobación del Congreso a individuos o empresas que se les podrían encomendar misiones militares navales ofensivas; pero este texto no fue adoptado. Se han debatido en el Congreso otros intentos de otorgar al presidente de los Estados Unidos el derecho a otorgar patentes de corso en 2007 y 2009 pero no tuvieron éxito.

### Imperio francés
Los títulos de corsarios en Francia (en francés: corsaire) eran otorgados a flotas privadas autorizadas para realizar incursiones en el transporte marítimo de una nación en guerra con Francia, en nombre de la Corona francesa. Los barcos y el cargamento incautados se vendían en subastas y el capitán corsario tenía derecho a una parte de las ganancias. Aunque no eran personal oficial de la Armada francesa, los corsarios se consideraban combatientes legítimos en Francia (y sus naciones aliadas), siempre que el oficial al mando del buque estuviera en posesión de una patente de corso válida (en francés Lettre de Marque o Lettre de Course), los oficiales y la tripulación se comportaban de acuerdo con la ley de almirantazgo contemporánea. Al actuar en nombre de la Corona francesa, si son capturados por el enemigo, podrían reclamar un trato como prisioneros de guerra, en lugar de ser considerados piratas. Debido a que los corsarios ganaron una reputación de bravucones, la palabra "corsario" también se usa genéricamente como una forma más romántica o extravagante de referirse incluso a los piratas. Los corsarios franceses que atacaban a los barcos españoles marcaron el comienzo del filibusterismo en las Indias Occidentales.
Las actividades de los "corsaires" se iniciaron en la Edad Media con el objetivo principal de compensar los problemas económicos en los períodos de guerra; los armadores navales no aceptaron que la guerra fuera un obstáculo para su comercio. Jean de Châtillon, que era obispo, en 1144 otorgó a la ciudad de Saint-Malo el estatus de derechos de asilo que incitó a todo tipo de ladrones y pícaros a trasladarse allí. Su lema era "¡Ni bretón ni francés, sino de Saint-Malo soy!". Saint-Malo, sin embargo, progresó y en 1308 la ciudad se convirtió en un municipio libre para fomentar las actividades comerciales de artesanos, comerciantes y armadores. Esto realmente no funcionó y más tarde, en 1395, la ciudad se convirtió en un puerto franco. Esta situación continuó hasta 1688.
Entre principios de 1500 y 1713, hasta después de que se firmara el tratado de Utrecht que puso fin a las incursiones de los corsarios franceses en el Caribe, la "guerre de course", como la llamaban los franceses, se cobró un precio enorme en los esfuerzos de la flota del tesoro española por transportar el oro y la plata del Virreinato del Perú hasta Santo Domingo y La Habana para luego ser llevado a España.  Era una cuestión de vida o muerte, y estaba en juego una inmensa riqueza. Jean Ango, padre e hijo, llegaron a estar entre los hombres más ricos e influyentes de Francia, además de los que se enumeran a continuación, Giovanni da Verrazzano (homónimo del puente Verrazano-Narrows) y Jean Fleury que estuvieron entre los principales corsarios franceses de esta época a órdenes del rey Francisco I de Francia. El diario de viaje de 1517 de Antonio de Beatis describía el barco del corso francés Fra Bernardino, también conocido como el "Gran Corsario" (operando contra barcos turcos) en Marsella: "Su galeón es de madera maciza, nuevo y extremadamente bien equipado, especialmente en punta de artillería, portando doce cañones, doce falconetes y cien arcabuces".

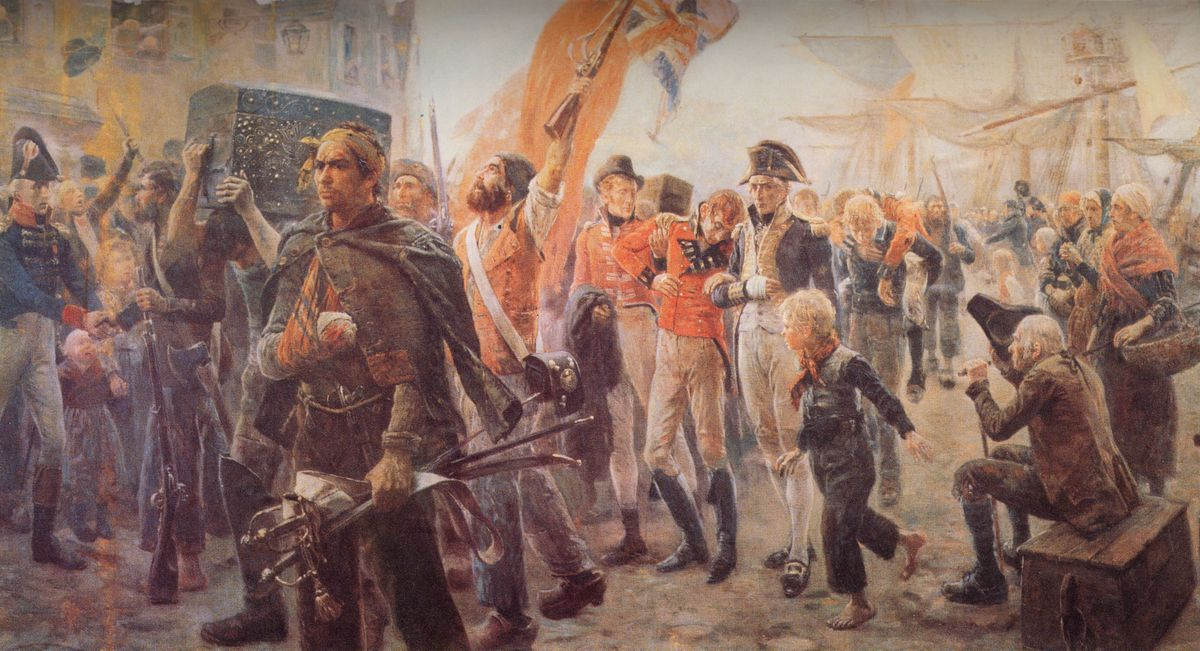
Corsarios franceses con botín y prisioneros británicos en 1806, representados en una pintura posterior de Maurice Orange.

En una nota basada en un examen de revista "Lista de Lloyd" de 1793 a 1800, de autor anónimo, mostró que las pérdidas de barcos británicos por capturas excedieron comparadas con las resultantes de los peligros del mar.
Entre los corsarios francés más famosos encontramos a: 
François Aregnaudeau (1774–1813), era un bretón que comandaba a varios barcos corsarios, los más famosos el Blonde y Duc de Dantzig, en ellos capturó numerosos premios. Él y Duc de Dantzig desaparecieron sin dejar rastro a fines de 1812. Su desaparición dio lugar a una espantosa leyenda sin fundamento de un barco fantasma. 
Jean-François de La Roque de Roberval (1500–1560) fue un noble y aventurero francés protestante que, a través de su amistad de por vida con el rey Francisco I, se convirtió en el primer teniente general de Nueva Francia. Como corsario, atacó pueblos y barcos por todo el territorio español, desde Cuba hasta Colombia. Cuando le nombraron como primer teniente general de Nueva Francia no funcionó como se esperaba, intentó pagar sus deudas mediante asaltos con patente de corso. El Caribe español era su principal objetivo, ya que en ese momento Francia y España estaban en guerra. Conocido por los españoles con el seudónimo de Roberto Baal, en 1543 saqueó Rancherías y Santa Marta, seguido de un ataque en 1544 a Cartagena de Indias. En 1546, barcos bajo su mando atacaron Baracoa y La Habana. Al año siguiente, se retiró de la piratería. Murió mártir hugonote.

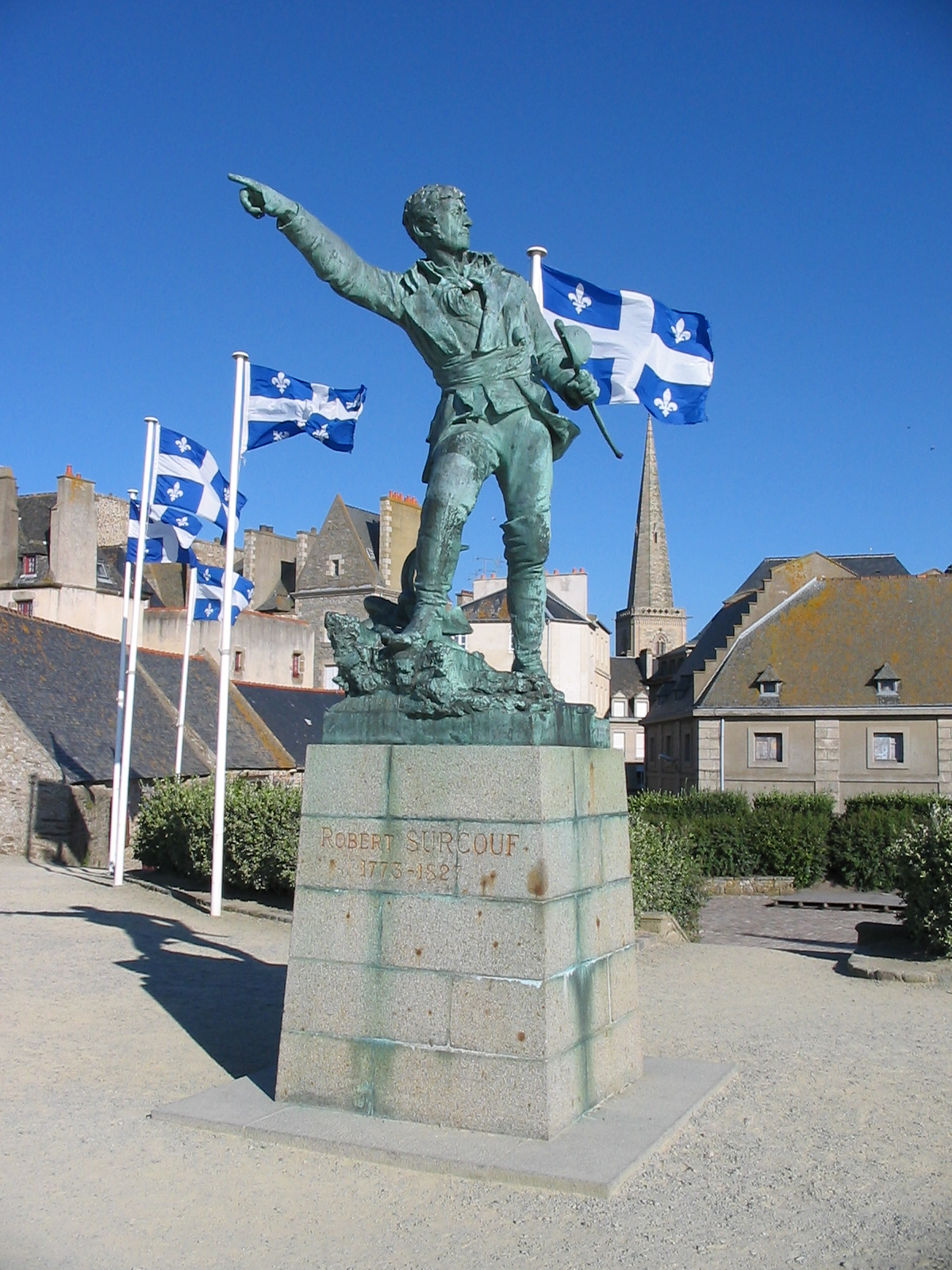
Estatua del corsario Robert Surcouf en Saint-Malo, Bretaña

René Duguay-Trouin nació en Saint-Malo en 1673, hijo de un rico armador, tomó una flota de 64 barcos y fue honrado por la Corona francesa en 1709 por capturar más de 300 barcos mercantes y 20 barcos de guerra. Tuvo una brillante carrera como corsario y dentro de la marina y finalmente se convirtió en "Teniente General de los Ejércitos Navales del Rey", es decir, almirante (en francés: Lieutenant-Général des armées navales du roi), y Comandante de la Orden de San Luis. Murió en paz en 1736.
Robert Surcouf (1773-1828) fue el último y más conocido corsario del Saint-Malo. Nacido allí en 1773, su padre fue armador naval y su madre hija de un capitán. Niño entre barcos a los 13 años y capitán de corsario a los 22 años, durante varios años atacó barcos, incluidos los de la Compañía Francesa de las Indias Orientales (en francés: Compagnie Française des Indes). Durante la Revolución Francesa, el gobierno de la convención desaprobó las patentes de corso que se le habían concedido, por lo que Surcouf operó con un gran riesgo personal como pirata contra los barcos británicos a la India. Surcouf tuvo tanto éxito que se convirtió en una celebridad popular en Francia. Después de una breve jubilación anticipada, Surcouf volvió a operar contra comercio británico a la India. Surcouf murió en Saint-Malo en 1827, allí hay una estatua de él expuesta al público, y su casa es ahora un pequeño museo.
En Francia, el último corsario fue Étienne Pellot (1765-1856).

### Países Bajos
A partir de 1569, los corsarios holandeses, conocidos en la historia como "Watergeuzen" o "Mendigos del Mar", surcaron todos los mares, capturando barcos mercantes en todas partes, pero principalmente se dirigieron al Cabo de Buena Esperanza para atacar a los barcos españoles en su camino hacia las Indias Orientales. Uno de los más famosos entre ellos fue Cornelius Jol, quien capturó, secuestró y saqueó barcos españoles y portugueses en grandes cantidades.
En 1569, Guillermo de Orange, que se había colocado abiertamente a la cabeza de la revuelta de su país, otorgó patentes de corso a una serie de barcos tripulados por forajidos de todas las nacionalidades. Dieciocho barcos fueron equipados por Luis de Nassau en el puerto hugonote francés de La Rochelle, que continuaron utilizando como base. A finales de 1569, ya estaban en acción 84 barcos Watergeuzen.

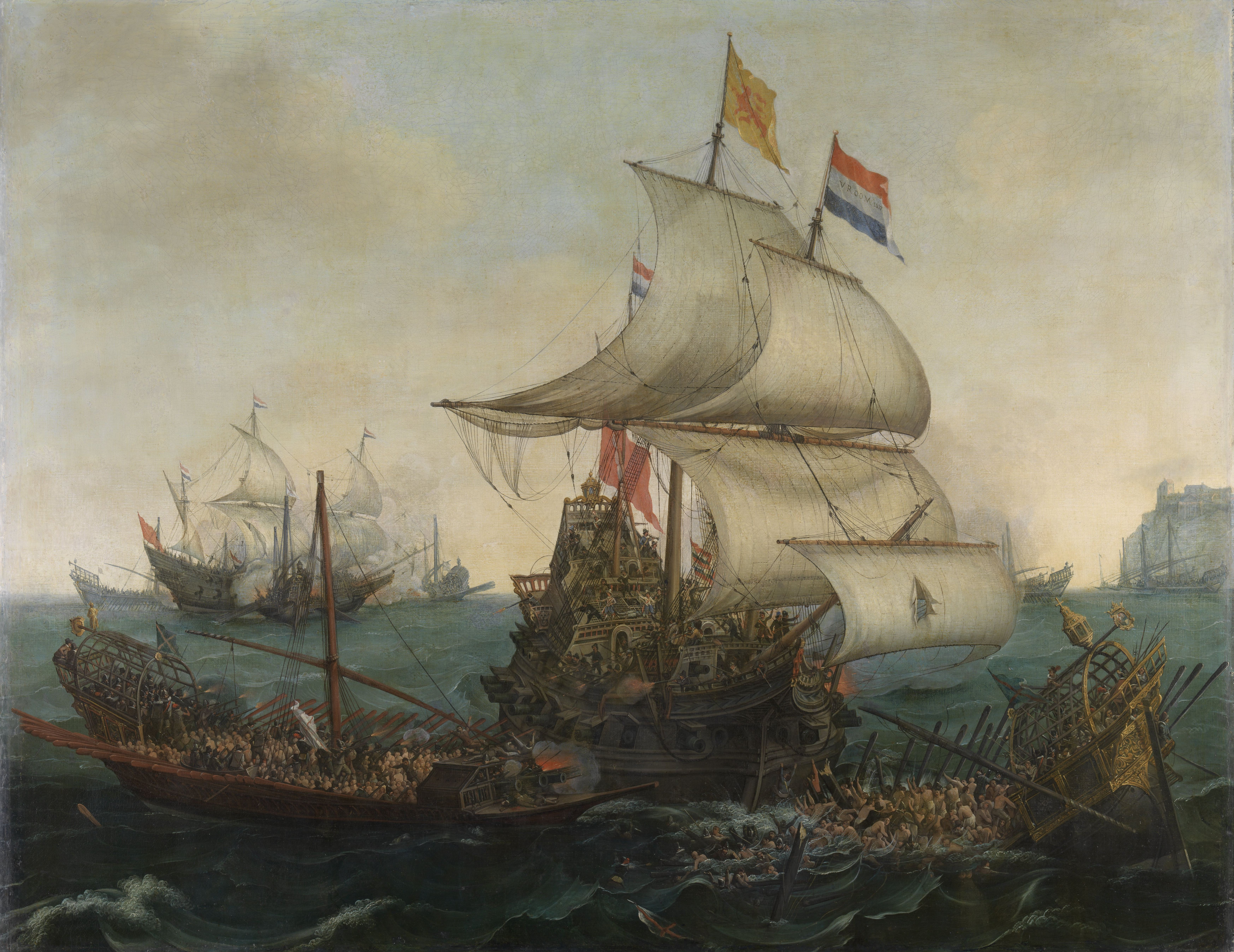
Barcos de la Watergeuzen embistiendo galeras españolas frente a la costa flamenca en octubre de 1602, 1617, óleo sobre lienzo de Hendrick Cornelisz Vroom y Cornelis Vroom

Los mendigos del mar eran poderosas unidades militares que facilitaban la captura de las ciudades costeras. Estos feroces corsarios bajo el mando de una sucesión de líderes audaces e imprudentes, el más conocido de los cuales es William de la Marck, Señor de Lumey, fueron llamados "Sea Beggars" en inglés, "Gueux de mer" en francés, o "Watergeuzen" en neerlandés. Al principio se contentaron simplemente con saquear tanto por mar como por tierra, llevando su botín a los puertos ingleses donde pudieron reparar y reponer sus provisiones.
Sin embargo, en 1572, la reina Isabel I de Inglaterra se negó abruptamente a admitir a los Watergeuzen en sus puertos. Al no tener ya refugio, los Watergeuzen, bajo el mando de Willem Bloys van Treslong y Lenaert Jansz de Graeff, atacaron desesperadamente Brielle, que tomaron por sorpresa en ausencia de la guarnición española el 1 de abril de 1572. Animados por este éxito, navegaron hacia Vlissingen, que también fue tomada fácilmente. La captura de estos dos pueblos provocó que varios pueblos cercanos se declararan en rebelión, iniciando una reacción en cadena que resultó en que la mayoría de los actuales Países Bajos se uniera en una revuelta general y se considera el verdadero comienzo de la independencia holandesa.
En 1573, los Sea Beggars derrotaron a un escuadrón español bajo el mando del almirante Bossu frente al puerto de Hoorn en la Batalla del Zuiderzee. Al mezclarse con la población nativa, rápidamente provocaron rebeliones contra el duque de Alba en un pueblo tras otro y extendieron la resistencia hacia el sur.
Durante la revuelta de los Países Bajos contra la autoridad de los Habsburgo, inicialmente, la flota holandesa estaba formada por los llamados barcos koningsschepen, barcos de la armada de Flandes, pero pronto se complementaron con armadores privados que obtuvieron una patente de corso del del Alto Consejo del Almirantazgo en Bruselas. A cambio de tal permiso, se tenía que pagar el 10% del botín como impuesto y donar el 35% a los pobres. Se infligió tanto a daño a la navegación y el comercio en la Unión de Utrecht en 1587, por parte de los corsos, que pronto los Estados Generales de los Países Bajos decidieron tratar a estos corsarios como piratas y encarcelar a los miembros de las tripulaciones corsarias sin el debido proceso.
En 1600, los holandeses enviaron un ejército para conquistar la ciudad de Dunkerque y detener el corso de una vez por todas, conocida como La batalla de Nieuwpoort en 1600 entre el ejército español y los neerlandeses es un hito en la historia de los Países Bajos. La expedición de la República al mando de Mauricio de Orange tuvo lugar durante la campaña de este último contra los molestos corsarios de Dunkerque.
Entre 1627 y 1635, los corsarios de Dunkerque capturaron 1.606 barcos holandeses y hundieron 423. A partir de 1672, excepto para asumir una rebelión abierta, tuvieron que navegar bajo patentes de corso francesas. Durante el año de 1672, el primer año de la guerra franco-neerlandesa, el corsario de Dunkerque, Jan Baert, recibió una patente de corso del rey francés Luis XIV. Logró capturar 81 barcos mercantes holandeses. En 1678 se unió a la armada francesa, donde se dedicó a actividades similares.
Finalmente Inglaterra consiguió el desarme del puerto de Dunkerke en 1713 por el tratado de Utrecht.

### Isla de Malta
El corsario dentro de la sociedad (en italiano: corso) era un aspecto importante de la economía de Malta cuando la isla estaba gobernada por la Orden de San Juan, aunque la práctica había comenzado desde mucho antes. Los corsarios navegaban en barcos de propiedad privada en nombre del Gran Maestre de la Orden y estaban autorizados a atacar barcos musulmanes, generalmente barcos mercantes del Imperio Otomano. Los corsarios incluían caballeros de la Orden, nativos malteses y extranjeros. Cuando capturaban un barco, vendían las mercancías y rescataban o esclavizaban a la tripulación y los pasajeros, y la Orden se quedaba con un porcentaje del valor del botín. El trabajo de corsario siguió siendo común en la isla de Malta hasta el final del siglo XVIII.

### Imperio Ruso
Rusia recurrió a los servicios de los corsarios allá por el siglo XVI bajo el zar Iván el Terrible. Habiendo capturado Narva en 1558 durante la Guerra de Livonia, el zar ruso la convirtió en la principal puerta comercial de Rusia. El comercio de Narva creció rápidamente, el número de barcos que ingresaban al puerto llegó a 170 por año. Habiendo perdido ingresos por el tránsito de mercancías rusas, Suecia y Polonia lanzaron una amplia actividad de piratearía  en el Mar Báltico contra los barcos que iban a Narva. Para contrarrestarlos, Iván el Terrible en marzo de 1570 emitió una patente de corso al danés Carsten Rode. El estatuto determinaba el procedimiento para dividir el botín, asignaba un salario al equipo. Habiendo comprado y equipado un barco con dinero real, Rode actuó con bastante eficacia, en septiembre había reunido un escuadrón de 6 barcos e infligido un daño significativo a los comerciantes suecos y polacos. Rode repuso las tripulaciones de los barcos con daneses y pomores de Arcángel, arqueros y artilleros de la orden de Pushkar. Suecia y Polonia enviaron escuadrones especiales para buscar y capturar a Rode, pero no tuvieron éxito.
Sin embargo, en septiembre de 1570 comenzaron las negociaciones entre Dinamarca y Suecia para poner fin a la guerra. Como resultado, Rode no era necesario. Además, las actividades del escuadrón empeoraron significativamente la actividad comercial en el Mar Báltico, reduciendo los ingresos del tesoro danés por el cobro de tarifas por el paso de barcos a través del seno. En octubre de 1570, en Copenhague, con el pretexto de asaltar barcos daneses, Rode fue arrestado, los equipos fueron dispersados y los barcos y las propiedades fueron llevados al tesoro.
Rusia volvió a recurrir a los servicios de los corsarios durante su primera guerra naval, la Gran Guerra del Norte bajo Pedro I de Rusia. En "Materiales para la historia de la Armada rusa" (Vol. II, n.º 1334), se imprimió el Decreto del Senado de 1716 sobre la emisión de patentes al teniente Ladyzhensky y al teniente Laurens Berlogen para capturar barcos suecos, también se indica el orden de reparto de los premios, y se determina un porcentaje inusualmente significativo, 62%, a favor de la tesorería. El decreto establece que los armeros deben tomar sólo aquellos barcos neutrales en los que habrá contrabando militar; se ordenó a tales barcos a los corsarios "para traer a nuestros puertos deportivos y, según el tribunal, declarar buenas presas".
Con el comienzo de las guerras napoleónicas, el almirante Senyavin, con el permiso del gobierno, emitió patentes de corso a los habitantes de las Islas Jónicas; en 1806 hubo nuevas reglas sobre la repartición. Estas reglas, completadas en 1819, tenían en vista, principalmente, la solución de cuestiones sobre la remuneración de los corsarios y propietarios injustamente perjudicados.

### Corsarios berberiscos
Los piratas de Berbería del norte de África, así como los otomanos, a veces se llamaban "corsarios turcos". Según el historiador Adrian Tinniswood, los corsarios más notorios fueron los renegados europeos que habían aprendido su oficio como corsarios y que se trasladaron a la costa de Berbería durante tiempos de paz para ejercer su oficio.  Estos se habían convertido al Islam y así trajeron conocimientos navales actualizados al negocio de la piratería permitiendo a los corsarios realizar incursiones de captura de esclavos de larga distancia en lugares tan lejanos como Islandia y Terranova. El infame corsario Henry Mainwaring (1587-1653), quien inicialmente fue abogado y cazador de piratas, luego regresó a casa para obtener un perdón real. Mainwaring más tarde escribió un libro sobre la práctica de la piratería en el Mediterráneo, acertadamente titulado Discourse of Pirates. En el libro, Mainwaring describió métodos potenciales para cazar y eliminar la piratería.
Durante la alianza franco-turca del siglo XVI entre el rey, Francisco I de Francia y el sultán del Imperio Otomano, Solimán el Magnífico, los corsarios berberiscos no atacaron a los navíos franceses e incluso fueron recibidos como aliados en el puerto de Tolon, a diferencia de los piratas que estaban sujetos a la muerte incluso desde el punto de vista otomano.

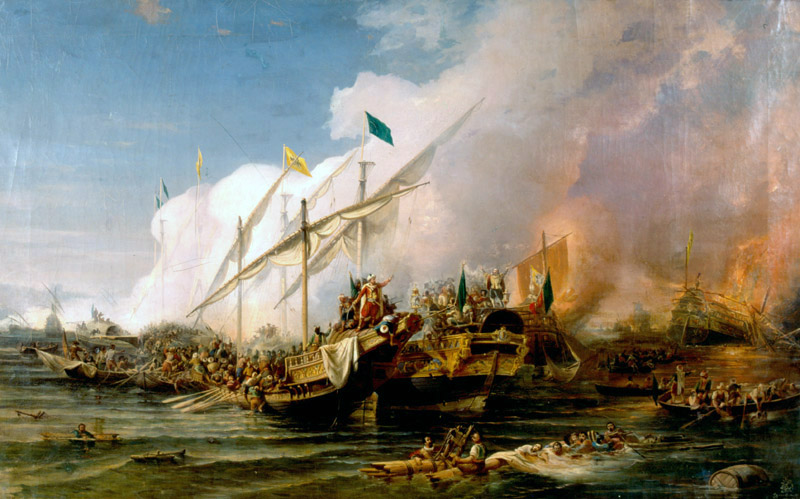
Batalla de Preveza, 1538, en la que participaron barcos corsarios berberisco a las órdenes del Imperio Otomano.

Los corsarios más famosos del norte de África fueron los hermanos Barbarroja, Aruj (1474-1518) y Hayreddin (1475-1546). Ellos eran corsarios de Berbería al servicio del Imperio Otomano; fueron llamados Barbarossas que significa "barba roja" en italiano por la barba roja de Aruj, el mayor. Aruj capturó la isla de Djerba para el Imperio Otomano en 1502 o 1503. A menudo atacaba territorios españoles en la costa del norte de África; durante un intento fallido en 1512, perdió el brazo izquierdo por una bala de cañón. El mayor de los Barbarroja también arrasó Argel en 1516 y capturó la ciudad con la ayuda del Imperio Otomano. Ejecutó a los gobernante de Argel y a todos los que sospechaba que se le opondrían, incluidos los gobernantes locales. Finalmente fue capturado y asesinado por los españoles en 1518 y puesta su cabeza en exhibición por toda la Berbería.
Aruj, asentado principalmente en tierra, no fue el más conocido de los Barbarroja. Su hermano menor Hızır (más tarde llamado Hayreddin o Kheir ed-Din) era un corsario más tradicional. Era un ingeniero competente y hablaba al menos seis idiomas. Se tiñó el pelo de la cabeza y la barba con henna para enrojecerlo como el de Aruj. Después de capturar muchas áreas costeras cruciales, Hayreddin fue nombrado almirante en jefe de la flota del sultán otomano. Bajo su mando, el Imperio Otomano pudo obtener y mantener el control del Mediterráneo durante más de treinta años. Bárbaros Hızır Hayreddin Pasha murió en 1546 de fiebre, posiblemente a causa de la peste.
Otros corsarios como el inglés, John o Jack Ward, que alguna vez fue llamado "sin lugar a dudas el mayor sinvergüenza que jamás haya zarpado de Inglaterra" por el embajador inglés en Venecia es también considerado como corsario berberisco, primero en servicio a la reina Isabel I de Inglaterra en la Guerra Anglo-Española de 1585, con los barcos tomados en botín viajó a Túnez y se convirtió al Islam. Falleció posiblemente a causa de la peste. También fueron corsarios berberiscos Kemal Reis, Gedik Ahmed Pasha, Sinan Reis, Piri Reis, Turgut Reis, Sinan Pasha, Kurtoğlu Muslihiddin Reis, Kurtoğlu Hızır Reis, Salih Reis, Seydi Alí Reis, Piyale Pasha, Rais Hamidou, Uluç Ali Reis, Ali Bitchin, Simon de Danser (Simon Reis), Ivan-Dirkie de Veenboer (Sulayman Reis), Murat Reis el Viejo, Jan Janszoon (Murat Reis el Joven).

### Corsarios Vitalienbrüder
Fue el nombre dado a un grupo de marinos que influyeron en el comercio en los mares del Norte y el Báltico en el siglo XIV. Se trataba de nobles alemanes o burgueses que tenían un contacto más o menos flojo entre sí. Entre 1389 a 1394, buscaban asegurar el suministro de alimentos de Estocolmo durante el asedio de las tropas danesas como corredores de bloqueo y luego se hicieron a la mar como corsarios encargado por reinos y ciudades hanseáticas.

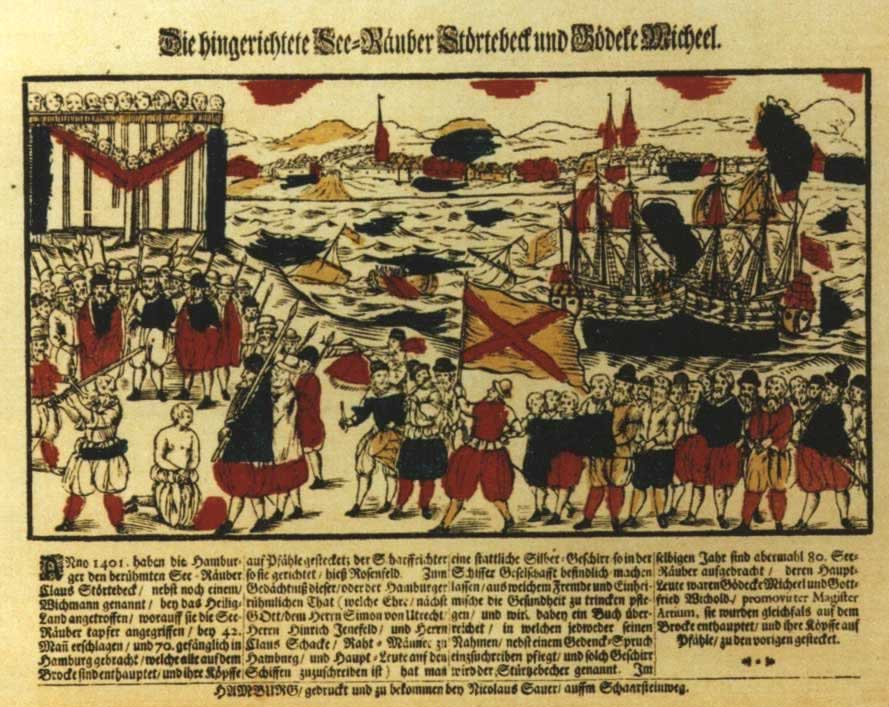
Ejecución de Klaus Störtebeker, líder de los corsarios Vitalienbrüder, en 1401 en Hamburgo, xilografía de 1701.

A partir de 1390, Mecklenburgo empleó una doble táctica de guerra: por un lado, ataques directos y por otro lado, una guerra de corsarios contra los barcos daneses, lo que condujo a un rápido resurgimiento de la piratería en el mar Báltico. En 1392, la situación en el mar Báltico llegó a un punto crítico. Los hermanos Vitali pusieron en peligro todo el comercio del mar Báltico. Los comerciantes volvieron a organizarse en convoyes. En 1394 inclusive la navegación mercante en el Mar Báltico se detuvo casi por completo o que significó altas pérdidas de ganancias, especialmente para la ciudad de Wendish.
Dirigidos por el capitán del barco corsario Hanne, los corsarios Vitalienbrüder atacaron Bergen, Noruega, el jueves santo de 1393. Los corsarios Vitalienbrüder Klaus Störtebecker, Maister Wigbold y Godeke Michels tenían una flota junta compuesta por 900 hombres. A pesar de la feroz resistencia inicial de los noruegos, la ciudad fue completamente saqueada.
En 1394, los corsarios Vitalienbrüder se apoderaron de Visby en Gotlandia, que se convirtió en su base y lugar de refugio. También operaron desde el archipiélago de Turku. Knut Bosson, que fue el jefe del castillo de Turku entre 1395 y 1398, estaba aliado con los mecklemburgueses, por lo que apoyó las actividades como corsarios de los Vitalienbrüder y les permitió operar en la zona. 
En 1398, el Gran Maestre de los Caballeros Teutónicos, Konrad von Jungingen, llegó a Gotlandia con 84 barcos y desembarcó con unos cuatro mil hombres de armas. Los Vitalienbrüder huyeron y Visby se rindió de inmediato. Para el siglo XV, las actividades de los Vitalienbrüder se habían detenido debido a la falta de partidarios. El punto de inflexión se puede considerar el año 1398, cuando fueron expulsados de Gotlandia. Después de esto, solo Klaus Störtebecker, Maister Wigbold y Godeke Michels, los líderes del grupo, continuaron sus operaciones en el Mar del Norte desde las Islas Frisias con 1.500 hombres. Los líderes fueron capturados y ejecutados en un par de años, por lo que la existencia de los corsarios Vitalienbrüder llegó a su fin.

### Tratado de París de 1856
El fortalecimiento del estado moderno, autoritario y centralizador hizo obsoleta la práctica del corso. Las nuevas características de los estados modernos hicieron que el ataque al comercio enemigo fue perdiendo sus proporciones, acabando así con el concepto del corsario. Los nuevos barcos de vapor, que requerían grandes costes de producción y mantenimiento, pusieron fin a la guerra marítima privada.
Los corsarios finalmente fueron abolido en 1856 por el Tratado de París que puso fin a la Guerra de Crimea. Este tratado fue firmado por casi todas las grandes potencias de la época, es decir, 52 estados, con la notable excepción de España y Estados Unidos. Éstos querían obtener la exención completa de tomar en el mar para la propiedad privada pero, al no haber sido aceptada su enmienda por todas las potencias, retiraron su adhesión formal. Durante la guerra hispanoamericana, ambos beligerantes acordaron cumplir con el tratado, y en 1899 el Congreso de los Estados Unidos promulgó una legislación que ilegaliza la incautación de barcos o la venta de cualquier capturado.
La última vez que se utilizaron corsarios fue durante la guerra del Pacífico con Perú y Bolivia por un lado, y Chile por el otro. Sin embargo, en los mismos años hubo intentos de restaurar a la figura del corsario. En 1870, Prusia, en vista de la guerra franco-prusiana, estableció una "milicia naval", que Francia protestó ante Inglaterra, viendo en ello la restauración del corso; pero como la "milicia naval" estaba subordinada al mando de las fuerzas navales, los jueces de la Corona inglesa la reconocieron como legítima, comparándola con los voluntarios del ejército de tierra.

## Invención del saludo militar

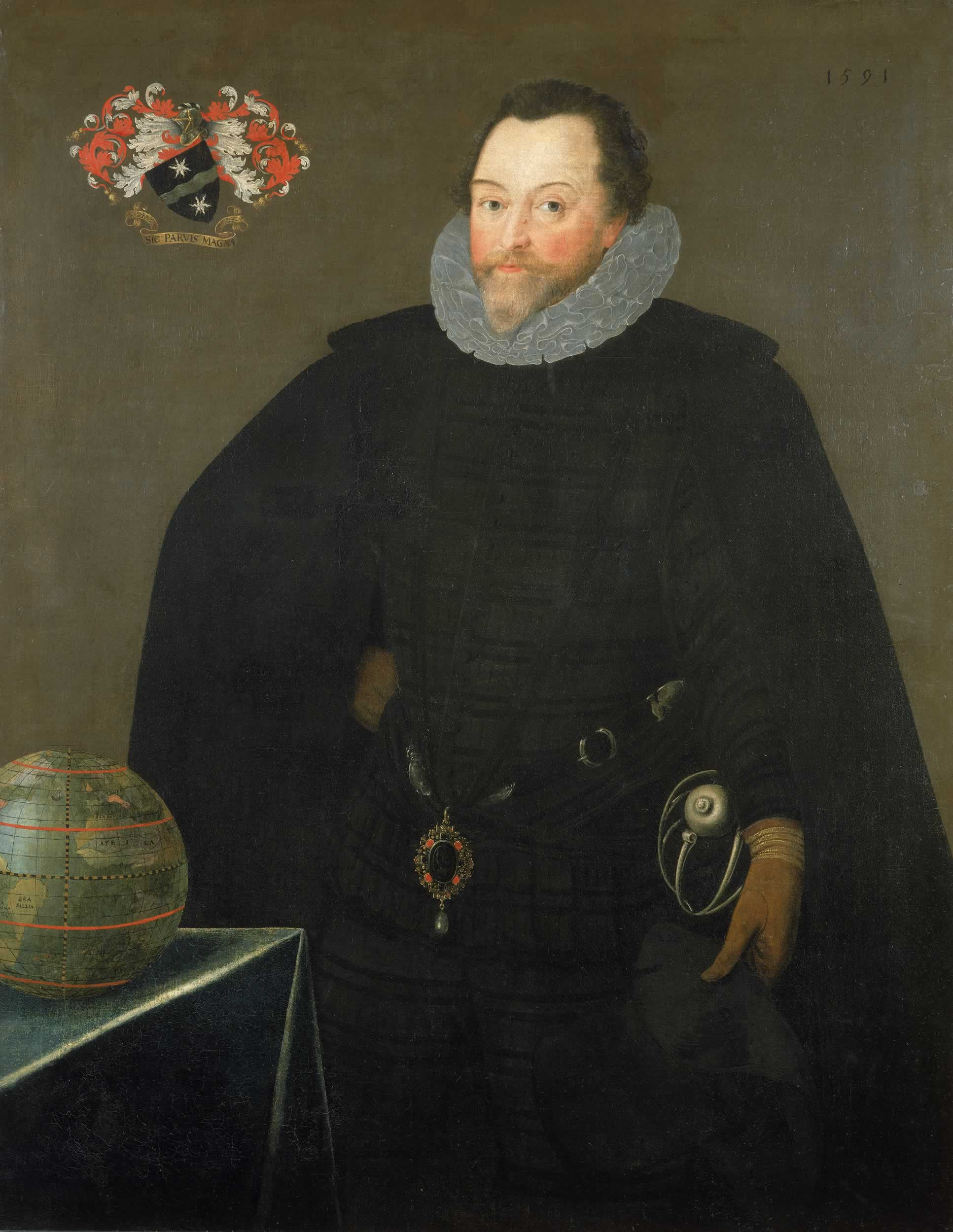
Francia Drake fue un importante corsario que contribuyó a la Marina Real Inglesa

Como curiosidad histórica, en el libro "Principios de la Defensa Militar" de los hermanos Vasconcellos, aparece como un famoso corsario inventó el "Saludo militar" en la forma conocida hoy (con la mano derecha plana sobre la frente y/o sobre los ojos, originalmente). Un día, hacía mucho sol y los marineros, en una posición de firmeza militar, estaban presentes en la ceremonia de su jefe Francis Drake, cuando la reina fue a colocarle el collar de Caballero. Su vestido, que brillaba (con muchas gemas y brillantes), hizo deslumbrar los ojos de los marineros. De esta manera, todos dieron el saludo militar, disciplinados y al mismo tiempo. La cual fue, poco después, muy elogiada por la llamada “Reina Virgen”. Todos los comandantes militares aliados presentes pronto quisieron emular a Drake y su tripulación, considerados muy disciplinados.